# Wolna wola
Wolna wola – zdolność podmiotów do dokonywania wyborów bez ograniczeń ze strony różnych czynników. Spośród czynników o historycznym znaczeniu dla kształtowania się idei należy wymienić ograniczenia metafizyczne (np. logiczny, nomologiczny czy teologiczny determinizm), ograniczenia fizyczne (np. okowy czy więzienie), ograniczenia społeczne (np. groźba kary czy potępienia) i umysłu (np. kompulsje, fobie, choroby neurologiczne czy predyspozycje genetyczne).
Koncepcja wolnej woli ma implikacje religijne, prawne, etyczne i naukowe. Przykładowo, w dziedzinie religii wolna wola implikuje, że osobista wola i wybory mogą współistnieć z wszechmogącym i wszystkowiedzącym bóstwem, wysuwającym w stronę człowieka pewne nakazy czy powinności moralne. W prawie wolna wola wiąże się z kwestią odpowiedzialności i kary. W etyce implikacje idei wolnej woli dotyczą kwestii, czy indywidua mogą być moralnie odpowiedzialne za swe czyny.
Chociaż powszechnie uważa się, iż wola człowieka jest wolna, temat ten jest od wielu wieków przedmiotem debaty. Dyskusyjne jest nie tylko, czy jest to zgodne z prawdą, ale jak w ogóle zdefiniować wolną wolę, w jaki sposób i od czego wola miałaby być wolna.
Historycznie rzecz biorąc, za najważniejsze ograniczenie wolnej woli uważano pewnego rodzaju determinizm, stąd najistotniejsze powszechne stanowiska w tej kwestii są nazwane od relacji między wolną wolą a determinizmem, jaka według nich występuje. Tych, którzy definiują wolną wolę jako wolność od determinizmu, zwie się inkompatybilistami, jako że twierdzą, iż determinizm jest nie do pogodzenia (niekompatybilny) z wolną wolą. Dwa zasadnicze stanowiska inkompatybilistyczne to metafizyczny libertarianizm, czyli teza, że determinizm jest fałszywy i tym samym wolna wola jest co najmniej możliwa; i twardy determinizm, czyli teza, że determinizm jest faktem i, co więcej, dlatego wolna wola nie istnieje. Twardy inkompatybilizm zaś głosi, że także i indeterminizm jest niezgodny (niekompatybilny) z wolną wolą, a zatem ta ostatnia jest niemożliwa.
Tych, którzy definiują wolność woli inaczej, bez odwołania do determinizmu, zwie się kompatybilistami, ponieważ uważają, że determinizm jest kompatybilny (zgodny) z wolną wolą. Niektórzy kompatybiliści wręcz twierdzą, że wolna wola wymaga determinizmu, głosząc, że tzw. wybór zakłada przedkładanie jednego rezultatu ciągu akcji nad innym, czyli wymaga pewnej świadomości, jak potoczą się losy w razie konkretnego wyboru. Kompatybiliści uznają więc debatę między libertarianami i twardymi deterministami „wolna wola czy determinizm” za fałszywy problem. Różni kompatybiliści proponowali najróżniejsze definicje, co w ogóle oznacza wola wolna, biorąc różne rodzaje przeszkód (których brak jest wolnością) za istotne dla kwestii; lecz ponieważ wszyscy oni zgadzają się, że nie jest tu istotną przeszkodą determinizm, tradycyjnie grupuje się ich pod tym wspólnym określeniem.

## Zachodnia filozofia

### Wprowadzenie
Podstawowe pytanie dotyczące wolnej woli brzmi: czy człowiek ma kontrolę nad swymi działaniami, a jeśli tak, to jaki rodzaj kontroli, do jakiego stopnia?
Z jednej strony u ludzi istnieje często silne poczucie wolności, które prowadzi do przekonania, że mają oni wolną wolę. Z drugiej strony to intuicyjne przekonanie może być błędne. Trudno jest pogodzić intuicyjną pewność, że świadome decyzje są przyczynami zdarzeń, z naukowym poglądem, że świat fizyczny można wyjaśnić jako działający idealnie według praw przyrody.
Konflikt pomiędzy intuicyjnie wyczuwaną „wolnością” a przyrodniczymi prawami powstaje, gdy uznaje się domknięcie przyczynowe domeny fizycznej lub determinizm fizyczny (nomologiczny). Według domknięcia przyczynowego żadne zdarzenie fizyczne nie ma przyczyny poza domeną fizyczną, a według determinizmu fizycznego, przyszłość jest w całości zdeterminowana przez zdarzenia poprzednie (przyczyna i skutek). Potrzeba pogodzenia wolności woli z przyczynowością świata jest znana jako problem wolnej woli, niekiedy określa się to także dylematem determinizmu. Dylemat ten prowadzi także do problemu moralnego: Jak przypisać odpowiedzialność za ludzkie czyny, jeśli są w całości wywołane zdarzeniami przeszłymi?
Kwestia autonomii i autodeterminacji w świetle ideału rozwijania własnego „ja” pojawiła się w psychologii Abrahama Maslowa, który za cel ludzkiego rozwoju uznał samoaktualizację. Dla Maslowa ideałem jest osoba najbardziej autonomiczna, zaś autonomia jest ściśle związana z byciem niezależnym od innych. Dla innych psychologów wolność woli oznacza dojrzałość, polegającą na pozbyciu się bezproduktywnych, obsesyjnych wewnętrznych uprzedzeń i założeń (włącznie z nierozpoznaną presję otoczenia), które ograniczają decyzje jednostki i tym samym pomniejszają wolność.
Klasyczni kompatybiliści odpowiadali na problem wolnej woli twierdzeniem, że wola jest wolna, o ile nie jest zewnętrznie ograniczona lub pod przymusem. Współcześni kompatybiliści wprowadzają rozróżnienie między wolnością woli i wolnością działania, tj. odróżniają wolność samej decyzji od wolności wprowadzenia jej w życie. Jako że większość ludzi ma poczucie wolności, niektórzy kompatybiliści twierdzą, że konieczne jest uwzględnienie tej intuicji. Przykładowo, niektórzy kompatybiliści w psychologii próbowali ożywić dawne dyskusje o konflikcie wolnej woli z kształtowaniem charakteru. Kompatybilistyczne poczucie wolnej woli jest też koniecznym elementem poczucia sprawstwa, czyli poczucia, iż jest się podmiotem własnych działań.
Inne podejście do problemu polega na inkompatybilizmie, czyli twierdzeniu, że jeśli świat jest deterministyczny, to nasze przekonanie o wolności wyboru działania jest tylko złudzeniem. Pozostaje jednak przedmiotem sporu, czy świat fizyczny istotnie jest deterministyczny. Współczesne modele rzeczywistości fizycznej mogą być zarówno deterministyczne (przyczynowe), jak i indeterministyczne (bez ścisłej przyczynowości), i oparte są na różnych interpretacjach mechaniki kwantowej. Wszelako nawet przy założeniu fizycznego indeterminizmu podnoszone są argumenty przeciwko możliwości inkompatybilistycznego ujęcia wolnej woli w tym sensie, że trudno jej przypisać źródło (odpowiedzialne za „wolne”, indeterministyczne wybory).
Odkąd pojęcie „wolna wola” (liberum arbitrium) zostało wprowadzone do obiegu przez filozofię chrześcijańską (IV w. n.e.), oznaczało ono zawsze (dopóki Oświecenie nie zaproponowało własnych znaczeń) brak konieczności w ludzkiej woli, tak iż „wola jest wolna” oznaczało „wola nie musi być taka, jaką jest”. Rozumienie to było akceptowane uniwersalnie zarówno w nurtach inkompatybilistycznych, jak i kompatybilistycznych.
Wysiłki zrozumienia rzeczywistości nadal otwarte są na spekulację filozoficzną. Przykładowo, nauka dotąd nie rozwiązała tzw. trudnego problemu świadomości, czyli nie odpowiedziała, w jaki sposób zjawiska fizyczne stają się podstawą tego, że jesteśmy świadomi. Według niektórych stanowisk, problem świadomości jest rdzeniem problemu wolnej woli. Stanowiska określane jako inkompatybilistyczny libertarianizm stanowią większość konstrukcji dualistycznych i niematerialistycznych. Powstały jednak również teorie kompatybilistyczne, w myśl których doświadczanie świadomej i wolnej woli jest jedynie korelatem pewnych stanów neuronalnych. Uznaje się jednak, iż świadomość pełni znacznie mniejszą rolę, niż się to jej tradycyjnie przypisuje w kulturze zachodniej.
Wolna wola jest najczęściej ujmowana w opozycji do fizycznego determinizmu w ścisłym znaczeniu determinizmu nomologicznego (wszechwładza jednych i tych samych praw natury). Możliwe są jednak również inne postacie determinizmu. Przykładowo logiczny i teologiczny determinizm zaprzeczają metafizycznemu libertarianizmowi wychodząc od idei przeznaczenia i losu. Z kolei biologiczny, kulturowy i psychologiczny determinizm służą za podstawę rozwoju modelów kompatybilistycznych. Można nawet wyróżniać odrębne rodzaje kompatybilizmu i inkompatybilizmu w odniesieniu do tych modeli  .

### Inkompatybilizm

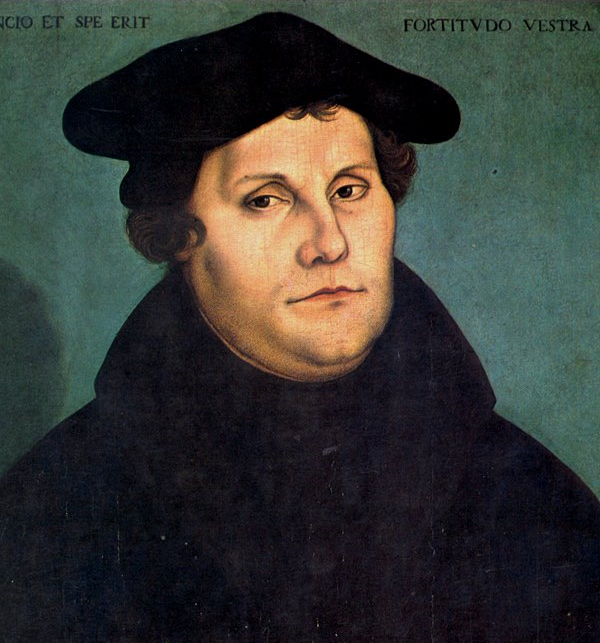
Marcin Luter reprezentował twardy determinizm.

Inkompatybilizm to stanowisko, zgodnie z którym wolna wola i determinizm logicznie się wykluczają, a wobec tego podstawową kwestią dla rozstrzygnięcia, czy istnieje wolna wola, jest stwierdzenie, czy ich działania są zdeterminowane. „Twardzi determiniści”, tacy jak d’Holbach, to ci inkompatybiliści, którzy wierzą w determinizm i odrzucają wolność woli. W przeciwieństwie do nich libertarianie metafizyczni, tacy jak Thomas Reid, Peter van Inwagen czy Robert Kane, to inkompatybiliści, którzy wierzą w wolność woli i zaprzeczają determinizmowi, twierdząc, że prawdziwa jest jakaś forma indeterminizmu . Istnieje również stanowisko „twardego inkompatybilizmu”, zgodnie z którym zarówno determinizm, jak i indeterminizm nie dopuszczają istnienia wolnej woli.
Tradycyjne argumenty za inkompatybilizmem opierają się na następującej intuicji: jeśli ludzie są zdeterminowani podobnie do mechanizmów czy przedmiotów materialnych (jak kule bilardowe), to nie mogą mieć wolnej woli. Argument ten odrzucali kompatybiliści tacy jak Daniel Dennett z racji tego, że nawet jeśli ludzie mają coś wspólnego z tymi przedmiotami, pozostaje możliwym i wiarygodnym, że w istotny sposób różnimy się od nich.
Inny argument na rzecz inkompatybilizmu opiera się na „łańcuchu przyczynowym”. Inkompatybilizm jest kluczowy dla idealistycznej teorii wolnej woli. Większość inkompatybilistów odrzuca ideę, że wolność działania oznacza po prostu chciane zachowania. Utrzymują raczej, że wolna wola znaczy, że człowiek musi być „ostateczną” lub „pierwotną” przyczyną jego działań (causa sui). Bycie odpowiedzialnym za swe wybory oznacza bycie pierwszą przyczyną tych wyborów, w tym sensie, że nie ma poprzedzającej przyczyny. Argument ten brzmi więc, że jeśli człowiek ma wolną wolę, to jest ostateczną przyczyną swych działań. Jeśli determinizm jest prawdziwy, to wszystkie wybory ludzkie są spowodowane zdarzeniami i faktami poza ludzką kontrolą, a w konsekwencji człowiek nie może być ostateczną przyczyną swych działań, czyli nie może mieć wolnej woli . Argument ten negowali różni filozofowie kompatybilistyczni.
Trzeci argument za teorią inkompatybilizmu został sformułowany w latach 60. XX w., przez Carla Gineta, zyskując spory rozgłos we współczesnej literaturze. W uproszczeniu brzmi on tak: jeśli determinizm jest prawdziwy, wówczas nie mamy kontroli nad zdarzeniami z przeszłości, które zdeterminowały nasz obecny stan, ani nad samymi prawami przyrody. Jako że nie mieliśmy kontroli nad tymi rzeczami, to nie mamy także kontroli nad ich konsekwencjami. A skoro nasze obecne wybory i działania są koniecznymi konsekwencjami przeszłości i praw przyrody, to także i nad nimi nie mamy kontroli i, w efekcie, nie może istnieć wolna wola. Argument ten nazywa się argumentem z konsekwencji.
Argument ten pociąga za sobą niemożność innego wyboru niż się przedsięwzięło, co jest pewnym problemem dla kompatybilistów. Np. jeśli Ania jest kompatybilistką i właśnie usiadła na sofie, to powinna twierdzić (jako kompatybilistka), iż gdyby zechciała, mogłaby dalej stać. Lecz z argumentu konsekwencji wynika, że jeśli Ania nadal by stała, to albo powstałaby z tego sprzeczność, albo złamałaby prawa natury, albo zmieniłaby się przeszłość. Tym samym kompatybiliści wierzą w istnienie „niewiarygodnych możliwości” (Ginet van Inwagen). Jedna z odpowiedzi na ten argument wskazuje, iż opiera się on na dwuznaczności pojęć możliwości i konieczności, lub, że wolna wola przywołana do dokonania każdego danego wyboru jest w rzeczywistości złudzeniem i że wybór był już dokonany, poza świadomością „decydenta”. David Lewis sugeruje, że kompatybiliści powinni uznać możliwość zrobienia czegoś innego, tylko jeśli inne okoliczności miałyby faktycznie miejsce w przeszłości.
Galen Strawson przedstawił w tabeli 9 możliwych stanowisk dotyczących relacji determinizmu i wolnej woli. W tabeli oznaczono Prawdziwość (P), Fałszywość (F) oraz Niezdecydowanie (?):
|               | 1 | 2 | 3 | 4 | 5 | 6 | 7 | 8 | 9 |
| Determinizm D | P | F | P | F | P | F | ? | ? | ? |
| Wolna wola WW | F | P | P | F | ? | ? | F | P | ? |

Inkompatybilizm może zajmować każdą z dziewięciu pozycji z wyjątkiem (5), (8) lub (3), z których ostatnia odpowiada miękkiemu determinizmowi. Pozycja (1) to twardy determinizm, a pozycja (2) libertarianizm. Pozycję (9) można nazywać twardym inkompatybilizmem, jeśli ? interpretuje się, że obie koncepcje są wątpliwe. Sam kompatybilizm może zajmować którąkolwiek z 9 pozycji, tzn. nie ma logicznej sprzeczności między determinizmem a wolną wolą i którekolwiek lub oba mogą w zasadzie być prawdziwe lub fałszywe. Wszelako najpowszechniejsze znaczenie przypisywane kompatybilizmowi to uznanie prawdziwości pewnej formy determinizmu oraz pewnej wolności woli, czyli pozycja (3).

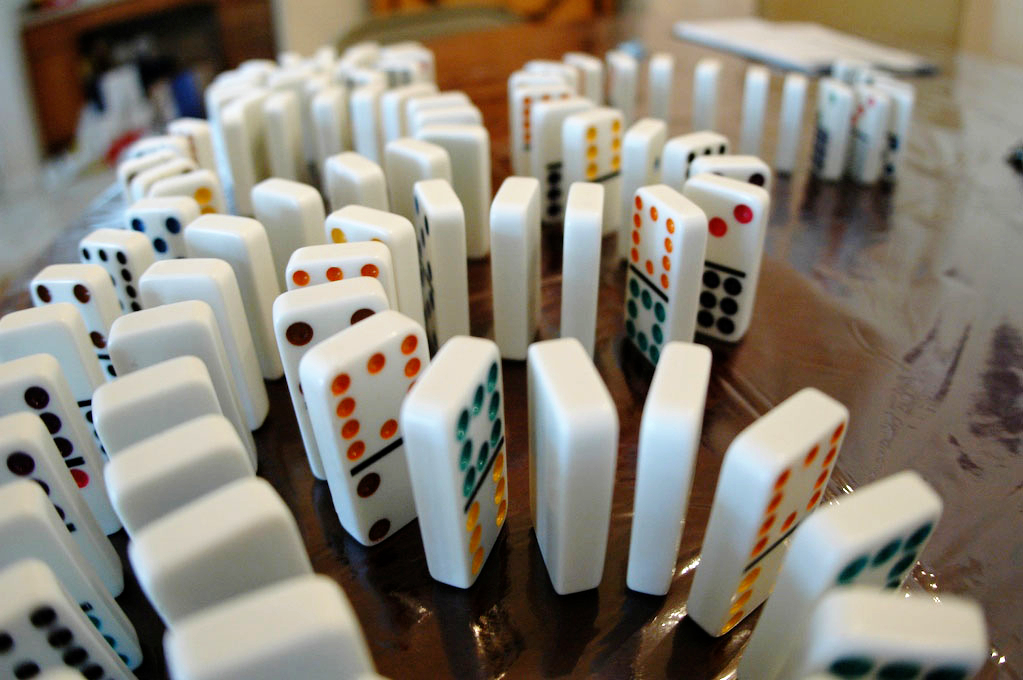
Ruch domina jest całkowicie zdeterminowany prawami fizyki

Alex Rosenberg ekstrapoluje fizyczny determinizm, widoczny w skali makro na przykładzie metafory efektu domina, na aktywność neuronową w mózgach: „Jeśli mózg jest niczym innym niż złożonym ciałem fizycznym, którego stany są tak samo rządzone przez prawa fizyczne, jak każdego innego ciała, to to, co dzieje się w naszych głowach, jest tak samo stałe i zdeterminowane wcześniejszymi zdarzeniami, jak to, co się dzieje, gdy jedno domino przewraca się na drugie w długim ich łańcuchu”. Determinizm fizyczny jest obecnie dyskutowany w wiodących interpretacjach mechaniki kwantowej. Fundamentalne granice dokładności pomiaru są wpisane w zasadę nieoznaczoności, choć niekoniecznie świadczą one o immanentnym indeterminizmie przyrody. Znaczenie takiego spojrzenia na niedeterministyczną aktywność jest jednakowoż kontestowane, nawet gdy wprowadza się teorię chaosu, by wyprowadzić makroskopowe konsekwencje z mikroskopowych zjawisk.
Poniżej znajduje się omówienie trzech poglądów inkompatybilistycznych.

#### Twardy determinizm
Determinizm jest szerokim pojęciem o wielu znaczeniach. Zgodnie z tymi różnymi znaczeniami, powstają różne problemy z wolną wolą . Twardy determinizm twierdzi, że determinizm jest prawdziwy i że wyklucza on wolną wolę, a zatem ta ostatnia nie istnieje. Jakkolwiek twardy determinizm to zwykle determinizm nomologiczny (wszechwładza jednych i tych samych praw natury), może on obejmować wszelkie poglądy, w których przyszłość jest dokładnie określona (choćby z udziałem konieczności pozanaturalnej lub niematerialistycznej). Istotne formy determinizmu to:
- Determinizm kauzalny – idea, że wszystko wynika z uprzednich uwarunkowań według pewnych prawideł, a zatem nic innego zdarzyć się nie może[26] . W swej najpowszechniejszej formie, determinizmu nomologicznego (czy naukowego), przyszłe zdarzenia są konieczną konsekwencją zjawisk wcześniejszych zestawionych z prawami przyrody. Taki determinizm przedstawia się niekiedy przy pomocy eksperymentu myślowego z demonem Laplace’a. Wyobraźmy sobie byt znający wszystkie fakty na temat dotychczasowej historii Kosmosu i wszelkie prawa nim rządzące. Gdyby te prawa były deterministyczne, wówczas ów byt mógłby swą wiedzą przewidzieć całą przyszłość do najdrobniejszych detali[27]. Pogląd naukowego determinizmu pochodzi od Laplace’a: „Winniśmy postrzegać obecny stan wszechświata jako efekt jego stanów wcześniejszych”[28]
- Determinizm logiczny (fatalizm) – pogląd, że wszystkie sądy, czy to na temat przeszłości, teraźniejszości czy przyszłości, są albo prawdziwe, albo fałszywe (nie jest tu istotna kwestia udziału w zdarzeniach praw natury i zależności lub nie). Problem wolnej woli jest, w tym kontekście, problemem, jak wybory mogą być wolne, skoro to, co się uczyni w przyszłości, jest już teraz określone jako prawdziwe lub fałszywe[25] .
- Determinizm teologiczny – idea, że przyszłość jest już zdeterminowana, przez bóstwo ją nakazujące lub znające już z góry jej przebieg[29][30]. Problem wolnej woli z takiej perspektywy jawi się jako pytanie, jak nasze działania mogą być wolne, skoro już ktoś je za nas zdeterminował lub są już ustalone w czasie.

Inne formy determinizmu są bardziej odpowiednie dla kompatybilizmu, np. determinizm biologiczny (tj. idea, że wszelkie zachowania, przekonania i pożądania są wpisane w nasz kod genetyczny i konstytucję biochemiczną, z czego ta ostatnia jest ustalona zarówno przez geny, jak i otoczenie), determinizm kulturowy i determinizm psychologiczny. Kombinacje i syntezy twierdzeń deterministów, np. determinizm biokulturowy, są jeszcze powszechniejsze.
Podnoszono sugestie, że twardy determinizm niekoniecznie oznacza determinizm ścisły, wystarczy coś doń zbliżonego (a więc pogląd wywodzący zdarzenia np. w 99,99% przypadków ze ścisłej konieczności) . Mimo to twardy determinizm stracił na popularności w związku z sugestiami naukowymi o prawdopodobnej fałszywości prostego determinizmu na poziomie fizyki cząstek elementarnych; tym niemniej pogląd ten, jako generalny obraz świata, daje się dobrze utrzymać .

#### Libertarianizm metafizyczny
Libertarianizm metafizyczny to pogląd filozoficzny w ramach inkompatybilizmu. Libertarianizm trzyma się koncepcji wolnej woli, w której założeniu jest to, że osoba może podjąć różne ścieżki działania w tych samych okolicznościach.
Teorie libertariańskie dzieli się na niefizykalne oraz fizykalne (inaczej naturalistyczne). Teorie niefizykalne głoszą, że zjawiska w mózgu, które prowadzą do wykonania działań, nie mają wyłącznie fizykalnych przyczyn, co wymaga założenia, że świat nie ogranicza się do tego, co fizyczne. Zawiera się tu interakcjonistyczny dualizm, twierdzący, że jakieś byty niefizyczne: umysł, wola czy dusza działają ponad fizyczną przyczynowością. Z libertariańską wolną wolą niekompatybilny jest fizyczny determinizm, którego konsekwencją jest tylko jedna możliwa przyszłość. Z racji inkompatybilizmu wyjaśnienia metafizycznych libertarian, które nie kłócą się z obserwowanym fizykalizmem, wymagają indeterminizmu, takiego jak np. probabilistyczne zachowywanie się cząstek subatomowych (teoria nieznana wielu wczesnym autorom piszącym o wolnej woli). Teorie inkompatybilistyczne można skategoryzować według typu wymaganego indeterminizmu: zjawiska nieprzyczynowe, zjawiska powodowane niedeterministycznie, zjawiska powodowane przez podmioty/substancje .

##### Teorie nieprzyczynowe
Nieprzyczynowe poglądy na inkompatybilistyczną wolną wolę nie wymagają, by swobodne działanie było spowodowane czy to przez osobę, czy zdarzenie fizyczne. Polegają albo na świecie, który nie jest pod względem przyczynowym układem zamkniętym, albo na fizycznym indeterminizmie. Poglądy nieprzyczynowe często głoszą, że każde zamierzone działanie wymaga wyboru lub działania woli: chcenia, dążenia czy próbowania ze strony osoby (jak np. kognitywny komponent w przypadku podnoszenia ręki). Tego rodzaju zamierzone działania interpretuje się jako działania wolne. Zgodnie z poglądami nieprzyczynowymi, powodowania danych stanów fizycznych przez osobę nie można analizować w rozumieniu powodowania przez jej stany czy zdarzenia mentalne, takie jak pożądania, wierzenia, intencje, lecz raczej jest ono rozumiane jako kwestia spontanicznego tworzenia. Wrażenie zamiaru w takich działaniach zamierzonych nie jest wprawdzie tym, co czyni je wolnymi – działania zamierzone raczej generują się same. „Wrażenie sprawstwa” pewnych zamierzonych działań nie „konstytuuje aktywnego charakteru danego zjawiska lub sprawowania przez osobę aktywnej kontroli”, raczej „można je też wywołać przez bezpośrednią stymulację czyjegoś mózgu, przy braku jakiegokolwiek odpowiedniego życzenia czy celu po stronie tej osoby” .
Niektóre nieprzyczynowe wyjaśnienia odwołują się do panpsychizmu, teorii, że natura umysłu związana jest z wszystkimi cząstkami i przenika cały wszechświat, zarówno u bytów ożywionych, jak i nieożywionych.

##### Teorie zdarzeniowo-przyczynowe (z procesem decyzyjnym)
Zdarzeniowo-przyczynowe poglądy na inkompatybilistyczną wolną wolę opierają się typowo na fizykalistycznych modelach umysłu (jak u kompatybilistów), lecz mają w założeniu fizyczny indeterminizm, w którym pewne indeterministyczne zdarzenia określa się jako powodowane przez podmiot. Stworzono wiele zdarzeniowo-przyczynowych poglądów na wolną wolę, które można pokategoryzować na:indeterminizm deliberatywny, decyzje indeterministyczne oraz teorie wysiłków woli . Pierwsze dwie podgrupy nie wymagają, by wolna wola była fundamentalną cechą wszechświata. Wystarczy według nich zapewnić odwołanie do przypadkowości, by stworzyć pole manewru, jakie za konieczne uważają libertarianie. Pierwszym powszechnym zarzutem pod adresem teorii zdarzeniowo-przyczynowych jest to, że indeterminizm mógłby być destrukcyjny i mógłby tym samym umniejszyć sterowanie przez podmiot, zamiast je umocnić. Drugim powszechnym zarzutem wobec tych modeli jest to, że pod znakiem zapytania stoi, czy taki indeterminizm mógłby dodać jakąś wartość do rozważań ponad to, co już i tak przynosi świat deterministyczny (zwłaszcza przy zestawieniu człowieka z innymi gatunkami istot żywych).
Deliberatywny indeterminizm (ang. deliberative indeterminism) twierdzi, że indeterminizm przynależy do wcześniejszej fazy procesu decyzyjnego. Ma to w zamierzeniu zapewnić indeterministyczny zbiór możliwości działań czy też decyzji, bez wprowadzania łutu szczęścia (decydowania przypadkowego). Sam proces wyboru jest deterministyczny, jakkolwiek może opierać się na preferencjach wcześniej określonych przez ten sam proces. Na indeterminizm z rozważaniem (deliberatywny) powoływali się Daniel Dennett i John Martin Fischer. Zarzutem wobec takiego poglądu jest, że podmiotowi nie można przypisać własności czy też władania nad swymi decyzjami (czy preferencjami używanymi przy decydowaniu) w żadnym większym stopniu niż w modelu kompatybilistycznym (różnicą jest obecność przypadkowości).
Teorie decyzji indeterministycznych lub probabilistycznych (ang. centered accounts) polegają na tym, że przy każdym decydowaniu między dwoma możliwościami rozważana jest siła racji przemawiających za każdą opcją, jednakowoż wciąż jeszcze możliwe jest wybranie słabszej opcji . Możliwym zastrzeżeniem wobec takiego poglądu jest, że decyzje są explicite pozostawione przypadkowi, a poczynanie z siebie lub odpowiedzialność (czy, w każdym razie, kontrola) nie mogą być przypisane żadnej decyzji.
Teorie wysiłków woli (ang. efforts of will theories) wiążą się z rolą siły woli w podejmowaniu decyzji. Sugerują one, że niedeterminizm procesów woli u osoby może być powiązana z niedeterminizmem pewnych zdarzeń fizycznych – a wyniki tych zdarzeń mogą być interpretowane jako spowodowane przez podmiot. Skonstruowano modele woli, w których postrzega się je jako szczególny rodzaj złożonego, wysokopoziomowego procesu z elementem fizycznego indeterminizmu. Z przykładem tego podejścia spotykamy się u Roberta Kane’a, którego hipoteza brzmi: „w każdej sytuacji indeterminizm funkcjonuje jako przeszkoda czy bariera do zrozumienia jednego ze swych celów – przeszkoda czy bariera w postaci oporu wewnątrz woli, który musi być pokonany wysiłkiem”. Według Kane’a taka „ostateczna odpowiedzialność” jest warunkiem koniecznym wolnej woli . Istotnym czynnikiem w takiej teorii jest to, że osoby nie można zredukować do fizycznych zdarzeń neuronowych, lecz raczej uważa się procesy mentalne za dostarczające równoprawnego poglądu na określenie wyniku jak ich odpowiednie procesy fizyczne (tzw. nieredukujący fizykalizm).
Clive Staples Lewis w swej książce Cuda. Rozważania wstępne, opublikowanej w czasie, gdy mechanika kwantowa i fizyczny indeterminizm zaledwie zaczynały być akceptowane, stwierdził, że jeśli świat fizyczny okazałby się niedeterministyczny, dałoby to punkt wyjścia do opisania działania niefizycznego bytu na rzeczywistość fizyczną. Indeterministyczne modele fizyczne (w szczególności te związane z mechaniką kwantową) wprowadzają losowe zjawiska na poziomie atomowym lub subatomowym. Zdarzenia te mogłyby wpływać na działanie mózgu i, jak się zdaje, umożliwić inkompatybilistyczną wolną wolę, jeśli odpowiednia niedeterministyczność pewnych procesów mentalnych (np. subiektywne wrażenia kontrolowania świadomych aktów woli) przekłada się na niedeterministyczność konstrukcji fizycznej. Ten związek wymaga jednak przyczynowego wpływu na prawdopodobieństwa, który jest kwestionowany, a jest dalekie od dowiedzionego, by aktywność mózgu odpowiedzialna za ludzkie działanie mogła być pod wpływem takich zdarzeń. Po drugie, te modele inkompatybilistyczne zależą od związku pomiędzy działaniem a świadomym aktem woli. Jest jasne, że fakt obserwowania może wpłynąć na rezultaty obserwacji, ograniczając naszą zdolność do zidentyfikowania przyczynowości. Niels Bohr, jeden z głównych twórców teorii kwantowej, sugerował wszakże, że nie da się powiązać indeterminizmu przyrody z wolnością woli.

##### Teorie podmiotowoprzyczynowe
Teorie z przyczynowością z podmiotu/substancji (ducha) na inkompatybilistyczną wolną wolę opierają się na dualizmie substancji w swych opisach umysłu. Podmiotom przyznaje się władzę interweniowania w świat fizyczny. Podmioto- i substancjo- przyczynowe opisy sugerował zarówno George Berkeley, jak i Thomas Reid. Wymaga się, by to, co podmiot powoduje, nie było przyczynowo zdeterminowane wcześniejszymi zdarzeniami. W takim poglądzie znaleziono wiele problemów. Po pierwsze, trudno jest określić rację za jakimkolwiek wyborem podmiotu, co sugeruje, że może on być przypadkowy lub zdeterminowany łutem szczęścia (bez poprzedzającej podstawy dla decyzji wolnej woli). Po drugie, kwestionowano, czy zdarzenia fizyczne mogą być spowodowane przez zewnętrzną substancję (ducha) lub umysł (co jest powszechnym problemem w dualizmie interakcjonalistycznym).

#### Twardy inkompatybilizm
Jest to twierdzenie, że bez względu na determinizm lub indeterminizm świata, wolna wola jest niemożliwa i nie istnieje (oba stanowiska są uznawane za niekompatybilne z nią). Pogląd ten reprezentuje m.in. Derk Pereboom.
Dla Johna Locke’a sama zbitka pojęciowa „wolna wola” nie miała sensu. Wyrażał też pogląd, że prawda na temat determinizmu nie ma znaczenia. Był przekonany, że definiującą cechą zachowania dobrowolnego jest możliwość odłożenia decyzji dostatecznie długo, by rozważyć konsekwencje wyboru: „...wola w rzeczywistości oznacza nic innego niż władzę, czy zdolność, by preferować czy też wybierać”.
Współczesny filozof Galen Strawson zgadza się z Lockem w tym, że prawda lub fałsz determinizmu nie są istotne dla kwestii wolnej woli. Argumentuje, że teza o wolnej woli prowadzi do nieskończonego regresu i dlatego jest bezsensowna. Podobne poglądy można odnaleźć u XIX-wiecznego filozofa Artura Schopenhauera, formułowane przy omawianiu przezeń pojęcia wolności fizycznej i kwestii tego, jaka staje się ludzka wola i czy samo owo stawanie się jest uprzednio chciane.

#### Powiązane kwestie filozoficzne

##### Determinizm przyczynowy
Determinizm przyczynowy (kauzalny, przyczynowo-skutkowy) jest to koncepcja głosząca, że zdarzenia są związane panującą przyczynowością, w taki sposób, że każdy stan (rzeczy czy zdarzeń) jest zupełnie zdeterminowany wcześniejszymi stanami według wzorców przyczynowości. Przyczynowy determinizm głosi, że istnieje nieprzerwany łańcuch wcześniejszych powiązań, ciągnący się do początku wszechświata. Przyczynowi determiniści uważają, że nic we wszechświecie nie jest bezprzyczynowe lub samoprzyczynowe (causa sui). Najpowszechniejszą formą kauzalnego determinizmu jest determinizm nomologiczny (lub naukowy), idea, zgodnie z którą przeszłość i teraźniejszość określają całkowicie i koniecznie przyszłość na mocy sztywnych praw natury (obecnie zwykle pojętych materialistycznie). Każde pojawienie się czegoś wynika nieuchronnie ze zdarzeń wcześniejszych. Mechanika kwantowa rzuca poważne wyzwanie takiemu poglądowi.

##### Przeznaczenie i los
Przeznaczenie lub los to z góry zdeterminowany bieg zdarzeń. Mogą być pojmowane jako predeterminowana przyszłość, czy to w ogólności, czy dla osoby. Jest to koncepcja bazująca na wierze, że istnieje stały porządek naturalny we wszechświecie.
Jakkolwiek często pojęć tych używa się zamiennie, słowa „los” i „przeznaczenie” mają odmienne konotacje.
Z pojęcia los w ogólności wynika, że istnieje ustalony bieg zdarzeń, poza który nie można wystąpić i nad którym jednostka nie ma władzy. Los jest związany z determinizmem, lecz nie wymaga się twierdzenia o fizycznym determinizmie. Nawet przy fizycznym indeterminizmie zdarzenie może wciąż być przeznaczone, by wystąpić.
Istnienie przeznaczenia implikowałoby, że istnieje ustalony bieg zdarzeń, poza który nie można wystąpić, jednak sama idea nie wypowiada się o sposobie osiągnięcia przeznaczonych stanów rzeczy (np. że są wynikiem przypadków, zrządzeń boskich lub uprzednich ludzkich decyzji; możliwe są różne wersje idei). Koncepcja przeznaczenia niekoniecznie jest więc sprzeczna np. z kompatybilistyczną wolną wolą. Wolna wola, jeśli istnieje, mogłaby być mechanizmem, według którego dany przeznaczony wynik zostaje wybrany (jako ten, który reprezentuje przeznaczenie).

##### Determinizm logiczny
Mówienie o przeznaczeniu nie pociąga za sobą wiary w istnienie sił nadprzyrodzonych. Logiczny determinizm to idea, zgodnie z którą wszystkie sądy (w sensie logicznym), czy to dotyczące przeszłości, teraźniejszości czy przyszłości, są albo prawdziwe, albo fałszywe. Tworzy to unikalny problem dla wolnej woli, skoro przepowiednie (twierdzenia o przyszłości) mają już teraz określoną wartość logiczną (skoro są już zdeterminowane jako albo prawdziwe, albo fałszywe). Nazywa się to problemem przygodnej przyszłości (ang. problem of future contingents).

##### Wszechwiedza
Wszechwiedza (omniscjencja) jest pełną wiedzą na temat wszystkiego, co jest do poznania (w co wliczają się wszystkie zdarzenia przyszłe). Jest to własność często przypisywana bóstwu-stwórcy świata. Z wszechwiedzy wynika istnienie przeznaczenia. Niektórzy autorzy twierdzili, że wolna wola nie może współistnieć z wszechwiedzą. Jeden z argumentów podnosi, iż skoro jest wszechwiedzący stwórca, to nie tylko słuszne jest mówienie o przeznaczeniu, ale i formie predeterminizmu wyższego poziomu, takiej jak determinizm teologiczny czy predestynacja – i że niezależnie ustaliły one wszystkie zdarzenia we wszechświecie z góry. W takiej sytuacji, nawet jeśli dana osoba mogłaby mieć wpływ na jej fizyczny system niższego poziomu, jej wybory w odniesieniu do tego nie mogą być własne (libertariańska wolna wola). Tzw. argument z wolnej woli jest jednym z argumentów przeciwko istnieniu Boga. Zgodnie z nim wszechwiedzący Bóg jest sprzeczny z istnieniem wolnej woli .

##### Predeterminacja
Predeterminacja jest to idea, w myśl której wszystkie zdarzenia są z góry zdeterminowane. Predeterminizm jest poglądem głoszącym, że wszystkie zdarzenia w historii, przeszłości, teraźniejszości i przyszłości, zostały zadecydowane lub są znane (Bogu, przeznaczeniu lub jakiejś innej sile), wliczając tu działania ludzkie. Pojęcie „predeterminacji” stosowane jest często na określenie sytuacji, w której ludzkie działania nie mogą zakłócać (lub nie mają na nie wpływu) wyników predeterminowanego biegu zdarzeń i że przeznaczenie jednostki zostało zewnętrznie ustalone (np. wyłącznie przez bóstwo-stwórcę). Argumentacja na rzecz koncepcji predeterminizmu odwołuje się często do przyczynowego determinizmu, wnioskując, że jest nieprzerwany łańcuch wcześniejszych wydarzeń ciągnący się wstecz do początku wszechświata. W przypadku predeterminizmu łańcuch zdarzeń został wprzód ustanowiony i ludzkie działania nie mogą zakłócić wyników tego przedustawionego łańcucha. Predeterminacja może oznaczać taki właśnie wstępnie ustanowiony determinizm przyczynowy i wtedy zalicza się go do determinizmu jako specyficzny typ. Termin ten może też być używany zamiennie z przyczynowym determinizmem – w kontekście jego zdolności określania przyszłych zdarzeń. Mimo to predeterminację uważa się często za odrębną od determinizmu przyczynowego. Pojęcie predeterminacji jest często używane w kontekście biologii i nauk pochodnych, gdzie reprezentuje formę determinizmu biologicznego.
Określenie „predeterminacja” sugeruje nie tylko zdeterminowanie zdarzeń, lecz uprzednie i rozmyślnie świadome zdeterminowanie zdarzeń (dokonane zatem, jak można przypuszczać, przez istotę świadomą). Podczas gdy determinizm odwołuje się zwykle do naturalistycznie wyjaśnialnej przyczynowości zjawisk, predeterminacja zdaje się z definicji sugerować osobę lub „kogoś”, kto kontroluje lub planuje przyczynowość zjawisk zanim się zdarzają i który w takim razie może znajduje się poza naturalnym, przyczynowym wszechświatem. W szczególności, predestynacja polega na tym, że najwyższa potężna istota w rzeczywistości ustanowiła wszystkie zdarzenia i wyniki we wszechświecie z góry, i jest to słynna doktryna kalwinistów w teologii chrześcijańskiej. Predestynację uważa się często za formę twardego determinizmu teologicznego.
Predeterminacja podobna jest do fatalizmu. Fatalizm jest ideą, zgodnie z którą cała przyszłość jest określona przez przeznaczenie i ludzie nie mają wpływu na jej bieg.

##### Determinizm teologiczny
Determinizm teologiczny jest formą determinizmu głoszącą, że wszystkie zdarzenia, które następują, są wstępnie zadekretowane czy predestynowane do wystąpienia przez monoteistyczne bóstwo lub że są przeznaczone do wystąpienia ze względu na jego wszechwiedzę. Istnieją dwie formy teologicznego determinizmu, poniżej oznaczone jako silny i słaby determinizm teologiczny.
1. Silny determinizm teologiczny, opiera się na koncepcji bóstwa-stwórcy ustalającego wszystkie zdarzenia w historii: „wszystko, co się zdarza, zostało predestynowane do nastąpienia przez wszystkowiedzące, wszechmogące bóstwo”[69]
2. Słaby determinizm teologiczny, opiera się na koncepcji boskiej wszechwiedzy – „ponieważ wszechwiedza Boga jest doskonała, to, co Bóg wie o przyszłości, nieuchronnie nastąpi, co oznacza w konsekwencji, że przyszłość jest już ustalona”[70].

Istnieją drobne wariacje powyższej kategoryzacji. Niektórzy twierdzą, że teologiczny determinizm wymaga predestynacji wszystkich zdarzeń i wyników przez Boga (tj. nie określają oni słabszej wersji „determinizmem teologicznym”, chyba że zaprzecza się przy tym libertariańskiej wolnej woli) lub że wersja słabsza nie stanowi w ogóle „determinizmu teologicznego”. Teologiczny determinizm można też postrzegać jako formę determinizmu kauzalnego, w której uprzednimi warunkami są natura i wola Boża . Ze względu na wolną wolę i podział na teologiczny kompatybilizm/inkompatybilizm (opisany poniżej), „determinizm teologiczny jest tezą, iż Bóg istnieje i ma bezbłędną wiedzę na temat wszystkich prawdziwych zdań, wliczając w to zdania o naszych przyszłych działaniach”; definicja mniej minimalna zaprojektowana, by objąć wszystkie formy teologicznego determinizmu .
Istnieją różne konsekwencje dla libertariańskiej wolnej woli płynące z teologicznego determinizmu i jego interpretacji filozoficznej.
- Silny determinizm teologiczny jest niekompatybilny z wolną wolą i jest formą twardego teologicznego determinizmu (odpowiednią teologicznemu fatalizmowi opisanego poniżej). Twierdzi on, że wolna wola nie istnieje i że Bóg ma absolutną kontrolę nad działaniami danej osoby. Twardy determinizm teologiczny jest podobny w swych wnioskach do twardego determinizmu, jakkolwiek nie przekreśla on kompatybilistycznej wolnej woli (podział na czyny z wolą wolną i niewolną)[4] [5] . Twardy determinizm teologiczny jest formą teologicznego inkompatybilizmu (zob. tabela obok).
- Słaby determinizm teologiczny jest albo zgodny, albo niezgodny z wolną wolą, zależnie od osobistej filozoficznej interpretacji wszechwiedzy – i jako taki jest interpretowany jako albo forma twardego teologicznego determinizmu (co zwie się teologicznym fatalizmem), albo jako miękki teologiczny determinizm (terminologia użyta tylko dla klarowności). Miękki determinizm teologiczny twierdzi, że ludzie mają wolę wolną, by decydować o swych działaniach, utrzymując, że Bóg, choć zna ich czyny zanim następują, nie wpływa na wynik. Opatrzność Boża jest „kompatybilna” z dobrowolnym wyborem. Miękki determinizm teologiczny jest znany jako teologiczny kompatybilizm (zob. tabela obok).

Odrzucenie teologicznego determinizmu (lub wszechwiedzy Bożej) klasyfikuje się również jako teologiczny inkompatybilizm (zob. obrazek, u dołu) i jest właściwe ogólniejszemu rozważeniu wolnej woli  .
Podstawowy argument za teologicznym fatalizmem w przypadku słabego determinizmu teologicznego jest następujący:
1. Załóżmy, że istnieje Bóg jest w stanie przewidzieć przyszłość lub jest wszechwiedzący,
2. Z bezbłędnej wszechwiedzy wynika istnienie przeznaczenia (jest wiadomo na pewno, co ktoś uczyni),
3. Przeznaczenie eliminuje możliwości alternatywne (nie można zrobić inaczej),
4. Należy więc uznać inkompatybilizm względem metafizycznej libertariańskiej wolnej woli.

Argument ten jest bardzo często akceptowany jako podstawa teologicznego inkompatybilizmu: zaprzeczanie czy to libertariańskiej wolnej woli, czy boskiemu przewidywaniu (wszechwiedzy), i tym samym teologicznemu determinizmowi. Z drugiej strony kompatybilizm teologiczny musi próbować znaleźć w tym rozumowaniu błędy. Formalna wersja argumentu spoczywa na licznych założeniach, z których niektóre były do pewnego stopnia sporne. Teologiczne kompatybilistyczne odpowiedzi to m.in.:
- Zaprzeczenie określoności wartości logicznej (prawda/fałsz) przyszłych możliwości, jak proponował np. Arystoteles (jakkolwiek to wyklucza przewidywanie przyszłości i tym samym teologiczny determinizm).
- Uznać różny charakter wiedzy pozaczasowej (niezależność czasoprzestrzenna), podejście reprezentowane np. przez Boecjusza[72], Tomasza z Akwinu[73] i C.S. Lewisa[74]
- Zaprzeczenie zasadzie alternatywnych możliwości: „Jeśli nie możesz czynić inaczej niż czynisz, nie działasz w sposób wolny”. Przykładowo, ludzki obserwator mógłby w zasadzie mieć maszynę, która by wykryła, co zdarzy się w przyszłości, lecz istnienie tej maszyny lub jej użycie nie ma wpływu na wynik zdarzeń[75].

Definiując kompatybilizm i inkompatybilizm, filozofowie często nie rozróżniają dostatecznie fizycznego determinizmu i wyższymi poziomami determinizmu (predeterminacja, determinizm teologiczny itp.). Stąd też twardy determinizm w kwestii determinizmu teologicznego (lub „twardy determinizm teologiczny” opisany powyżej) może być klasyfikowany jako twardy inkompatybilizm w kwestii determinizmu fizycznego (jeśli nie podnosi się twierdzenia o wewnętrznej przyczynowości lub determinizmie wszechświata) lub kompatybilizm (jeśli wolności od ograniczenia determinizmu nie uznano za konieczną dla wolnej woli), jeśli nie jako sam twardy determinizm. Według tej samej zasady metafizyczny libertarianizm (forma inkompatybilizmu w kwestii fizycznego determinizmu) może być sklasyfikowany jako kompatybilizm w kwestii determinizmu teologicznego (jeśli przyjęło się, że takie zdarzenia wolnej woli były uprzednio ustalone i tym samym przeznaczone do nastąpienia, lecz ich wyniki nie były predestynowane lub zdeterminowane przez Boga). Jeśli wszelako akceptuje się determinizm teologiczny (jeśli przyjęło się zamiast tego, że te wyniki zostały predestynowane przez Boga), to metafizyczny libertarianizm nie jest możliwy i wymagałby przeklasyfikowania (jako np. twardy inkompatybilizm, zważywszy, że wszechświat wciąż uważa się za indeterministyczny – choć klasyfikacja twardego determinizmu jest technicznie również poprawna).

##### Problem ciało-umysł
Idea wolnej woli jest jednym z aspektów problemu ciało-umysł, tj. rozpatrywania relacji pomiędzy umysłem (np. świadomością, pamięcią i osądem) a ciałem (np. mózgiem ludzkim i systemem nerwowym). Filozoficzne modele umysłu dzieli się na wyjaśnienia fizykalne i niefizykalne.
Dualizm kartezjański utrzymuje, że umysł jest substancją niefizyczną, siedliskiem świadomości i inteligencji, i podnosi pytanie, jak wyglądają interakcje ciała i umysłu. Sugeruje się, że jakkolwiek te dwa światy na siebie oddziałują, każdy w pewnej mierze zachowuje autonomię. Według kartezjańskiego dualizmu zewnętrzny umysł odpowiada za działanie ciała, chociaż nieświadoma aktywność mózgu jest często spowodowana zewnętrznymi zdarzeniami (np. natychmiastowa reakcja na palenie się). Kartezjański dualizm implikuje, że świat fizyczny jest niedeterministyczny – i że zewnętrzny umysł kontroluje w nim (przynajmniej niektóre) zjawiska fizyczne, co stanowi interpretację inkompatybilistycznej wolnej woli. Pochodną dualizmu kartezjańskiego jest sformułowanie zwane czasem interakcjonistycznym dualizmem, które mówi o dwukierunkowej interakcji, tj. że pewne zdarzenia fizyczne wywołują pewne działania w umyśle i że pewne działania w umyśle wywołują pewne zdarzenia fizyczne. Jedną ze współczesnych wizji możliwego rozdzielenia umysłu od ciała jest sformułowanie „trzech światów” Karla Poppera. Kartezjański dualizm i trzy światy Poppera są to formy tego, co zwie się epistemologicznym pluralizmem, tj. przekonaniem, że odrębne metodologie poznania są konieczne, by uzyskać pełny opis świata. Inne formy dualistycznego pluralizmu epistemologicznego to m.in. psychofizyczny paralelizm i epifenomenalizm. Pluralizm epistemologiczny jest poglądem, w którym problem ciało-umysł nie jest redukowalny do pojęć nauk przyrodniczych.
Zgoła odmienne podejście reprezentuje fizykalizm. Fizykalizm to teoria filozoficzna głosząca, że wszystko, co istnieje, nie rozciąga się poza swe właściwości fizyczne, tj. że nie ma niefizycznych substancji (np. fizycznie niezależnych umysłów). Fizykalizm może być redukcyjny lub nieredukcyjny. Redukcyjny fizykalizm oparty jest na idei, że wszystko w świecie może być analitycznie sprowadzone do swej fundamentalnej fizycznej czy materialnej podstawy. W przeciwieństwie doń fizykalizm nieredukcyjny twierdzi, że właściwości mentalne tworzą osobną niż właściwości fizyczne klasę ontologiczną: że stany umysłowe (takie jak qualia) nie są ontologicznie redukowalne do stanów fizycznych. Założenie, iż stany mentalne i neurologiczne są różnego rodzaju, nie musi wykluczać możliwości ich wzajemnej korelacji. W jednej z takich konstrukcji, monizmie anomalnym, stany mentalne superweniują na własnościach fizycznych, co oznacza ich przyczynową redukowalność. W tej sytuacji nieredukcyjny fizykalizm jest więc klasyfikowany nie jako monizm, lecz jako dualizm własności. Inne postacie dualizmu, np. epifenomenalizm nie zgadzają się jednak z tezą o przyczynowej redukowalności stanów umysłowych.
Inkompatybilizm wymaga rozróżnienia tego, co umysłowe, od tego, co fizyczne, będąc objaśnieniem niezgodności (zdeterminowanej) fizycznej rzeczywistości z, odrębnym w założeniu, doświadczeniem woli u jednostki. Po drugie, metafizycznie libertariańska wolna wola musi wywierać wpływ na rzeczywistość fizyczną, a skoro umysł jest odpowiedzialny za taki wpływ (w odróżnieniu do przypadkowości zwykłych układów), musi być odrębny od ciała, aby to osiągnąć. Zarówno dualizm substancji, jak i właściwości, umożliwia takie odróżnienie, a te konkretne jego modele, które nie są przyczynowo bezwładne wobec świata fizycznego, dają podstawę do zilustrowania inkompatybilistycznej wolnej woli (tj. interakcjonistyczny dualizm i nieredukcyjny fizykalizm).

### Kompatybilizm

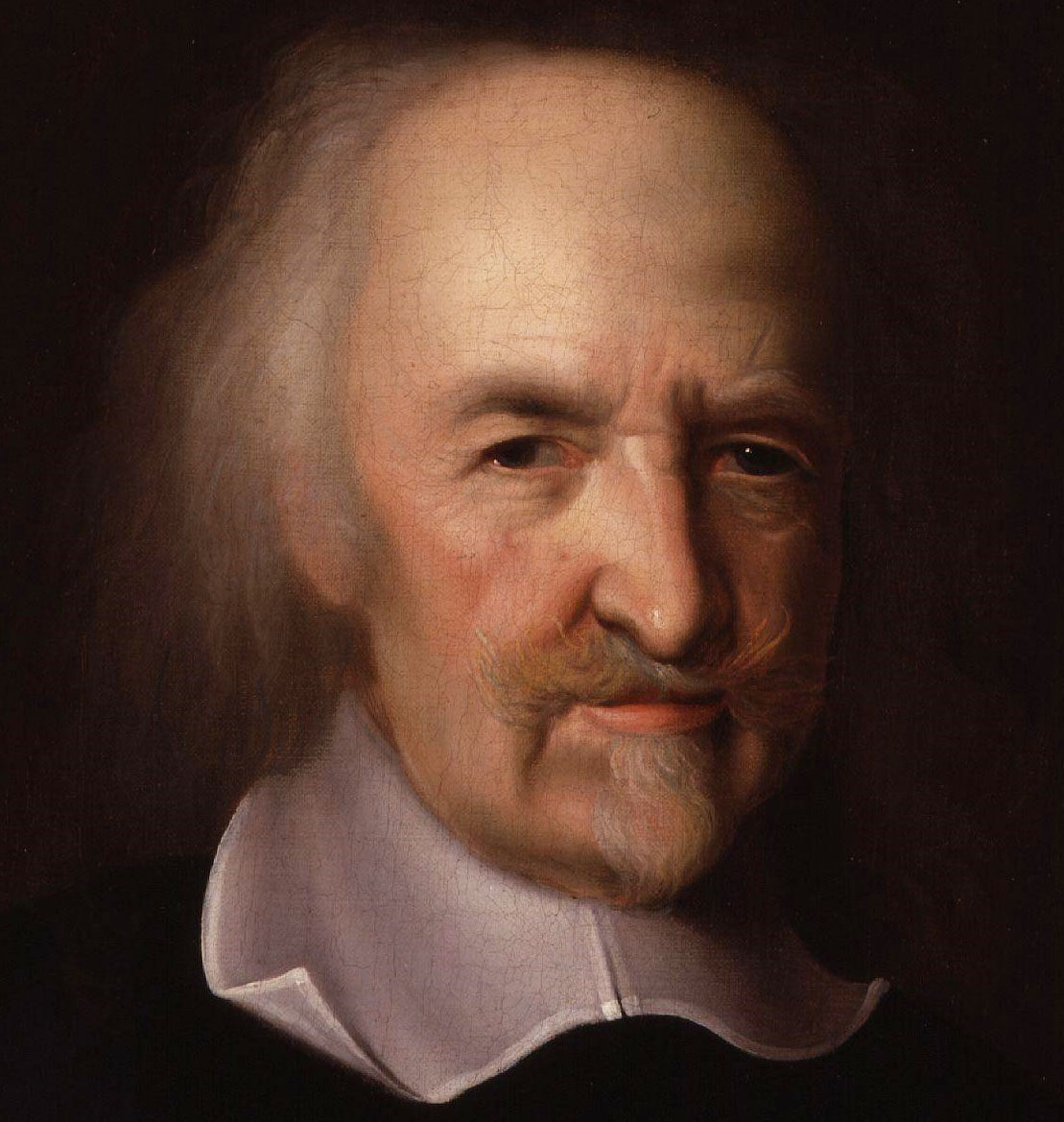
Thomas Hobbes był klasycznym kompatybilistą.

Kompatybiliści twierdzą, że teorie wolnej woli dają się pogodzić z determinizmem. Można też powiedzieć, że kompatybiliści to ci, którzy definiują wolną wolę tak, że może ona współistnieć z determinizmem (tak jak z drugiej strony inkompatybiliści definiują ją tak, że nie może). Kompatybiliści głoszą, że wolność może być obecna lub nieobecna w danej sytuacji z przyczyn zgoła niezwiązanych z metafizyką. Przykładowo, wyrokowanie o postępkach ludzkich również wymaga stwierdzenia, czy popełniono je bez przymusu i z zamiarem, a więc wola była przy popełnieniu czynu wolna, co nie wymaga mieszania metafizyki. Podobnie, wolność polityczna może być definiowana w sposób nie odwołujący się do metafizyki. Wolność może być np. określana jako postępowanie zgodnie z określonymi wewnętrznie motywami, bez realizowania woli osób trzecich (np. Arystoteles w Etyce nikomachejskiej i stoik Chryzyp). W przeciwieństwie do tego inkompatybiliści zajmują się czymś w rodzaju „metafizycznie wolnej woli”, o której kompatybiliści twierdzą, że nigdy nie została spójnie zdefiniowana. Kompatybiliści argumentują, że determinizm nie ma znaczenia dla problemu wolnej woli. Znaczenie ma to, czy wola osoby jest rezultatem jej własnych pragnień i nie jest stłumiona przez jakąś siłę zewnętrzną. Aby być kompatybilistą nie trzeba mieć konkretnej teorii woli wolnej, wystarczy zaprzeczenie wzajemnemu wykluczaniu się wolnej woli i determinizmu.
Z samej wolności woli nie wynika wolność działania. Wolność wyboru jest logicznie odrębna od wolności wdrożenia tego wyboru (swoboda wprowadzenia w życie swej woli). Nie wszyscy autorzy przestrzegają jednak tego rozróżnienia . Tym niemniej niektórzy filozofowie zdefiniowali wolność woli jako brak różnych utrudnień. Niektórzy ze współczesnych kompatybilistów, np. Harry Frankfurt i Daniel Dennett, argumentują, że wolna wola to po prostu swobodne wybieranie możliwości spośród tego, na co pozwalają ograniczenia. Innymi słowy wybory osoby przymuszanej mogą tak czy inaczej być wolne, jeśli takie przymuszanie schodzi się z osobistymi intencjami i pożądaniami tej osoby.

#### Wolna wola jako brak fizycznych ograniczeń
Większość klasycznych kompatybilistów, np. Thomas Hobbes, twierdziła, że osoba działa z woli własnej i wolnej tylko wtedy, gdy jest jej życzeniem uczynić tę rzecz i mogłaby ona też bez przeszkód uczynić co innego, gdyby tak zdecydowała. Hobbes niekiedy przypisuje taką wolność kompatybilistyczną każdemu człowiekowi i nie pewnemu abstrakcyjnemu pojęciu woli, pisząc np. że „żadna wolność nie może wynikać z woli, życzenia czy inklinacji, lecz z wolności samego człowieka; która polega na tym, że nie ma on przeszkód w czynieniu tego, co chce, życzy sobie lub do czego ma inklinację [sic].” Komentując tę ideę, David Hume pisze: „owa hipotetyczna wolność przysługuje każdemu, kto nie jest więźniem i nie pozostaje w okowach”. Podobnie też Voltaire, w swoim Słowniku filozoficznym, twierdził: „Wolność tedy jest możliwością czynienia tego, co się chce, i niczym innym być nie może”. Dla niego wolna wola czy też wolność jest wyłącznie „mocą czynienia”, „efektem własnego ustroju i obecnego stanu swych organów”.

#### Wolna wola jako stan psychologiczny
XIII-wieczny filozof Tomasz z Akwinu postrzegał ludzi jako z góry zaprogramowanych (z samego faktu bycia człowiekiem) do poszukiwania pewnych celów, lecz zdolnych do wyboru między ścieżkami do tych celów. Stojąc wobec tych wyborów, ludźmi rządzi rozum, wola i namiętności. Wola jest „pierwszym poruszycielem wszystkich władz duszy... i jest też efektywną przyczyną ruchu ciała”. Wybór składa się z pięciu etapów: (i) rozumowe rozważenie, czy cel jest upragniony (ii) rozumowe rozważenie środków osiągnięcia celu (iii) pojawia się wola zorientowana na osiągnięcie celu (iv) wola i rozum wspólnie decydują o wyborze środków (v) wola podejmuje działanie . Wolna wola, wkraczająca powyżej w punkcie (iii), jest „wolą pożądawczą”, tzn. nie jest poznawczą władzą rozumu (pojęcie „pożądawczości” z tomistycznej definicji „zawiera w sobie wszelkie formy wewnętrznej inklinacji”). Św. Tomasz stwierdza, że „Sąd [...] składa [zakańcza] [po] pierwsze, orzeczenie rozumu; [po] drugie, przyjęcie tegoż przez władzę pożądawczą [...]. I w tym to znaczeniu sam wybór zwie się sądem; od niego to bierze nazwę wolny sąd [wolna wola].”.
Kompatybilistyczny pogląd św. Tomasza wyraża się w następujący sposób: „Wolna wola jest przyczyną swojego ruchu, jako że człowiek swoją wolną wolą porusza siebie do działania. Niekoniecznie jednak wolność wymaga tego, żeby ten, kto jest wolny, był pierwszą przyczyną samego siebie, podobnie jak do tego, żeby być przyczyną drugiego, nie jest wymagane, żeby być jego pierwszą przyczyną. Bóg więc jest pierwszą przyczyną poruszającą zarówno przyczyny naturalne, jak i dobrowolne. A jak poruszając przyczyny naturalne nie pozbawia ich tego, że ich czynności są naturalne, tak poruszając przyczyny dobrowolne nie pozbawia ich tego, że ich czynności są dobrowolne, owszem, sprawia to w nich; bowiem Bóg działa w każdym zgodnie z jego swoistą właściwością”.
Niektóre objaśnienia wolnej woli skupiają się na wewnętrznej przyczynowości umysłu ze względu na przetwarzanie wyższego rzędu w mózgu – interakcje między świadomą i nieświadomą aktywnością mózgu.
Idea poziomów decyzji przedstawia się inaczej u Frankfurta. Frankfurt argumentuje za wersją kompatybilizmu zwaną „siatką hierarchiczną”. Zgodnie z nią osoba może mieć sprzeczne pragnienia na poziomie pierwszego rzędu, a także mieć pragnienie odnoszące się do pragnień pierwszego rzędu (pragnienie drugiego rzędu) co do efektu polegającego na przeważaniu jednego z pragnień nad innymi. Wola osoby jest utożsamiana z jej skutecznym pragnieniem pierwszego rzędu, tj. tym, według którego działa, i ta wola jest wolna, jeśli była pragnieniem, według którego osoba chciała [uprzednio] działać, tzn. jeśli jej pragnienie drugiego poziomu było w tej sytuacji skuteczne. A zatem np. istnieją „bezmyślni uzależnieni”, „niechętni uzależnieni” i „chętni uzależnieni”. Wszystkie trzy grupy mogą mieć sprzeczne pragnienia pierwszego poziomu: wola, by brać lek, od którego są uzależnieni, i wola, by go nie brać.
Pierwsza grupa, bezmyślnie uzależnieni, nie ma pragnienia drugiego poziomu, by leku nie brać. Druga grupa, niechętni uzależnieni, ma pragnienie drugiego poziomu, by nie brać leku, podczas gdy grupa trzecia, chętni uzależnieni, ma pragnienie drugiego poziomu, by go brać. Według Frankfurta, członkowie pierwszej grupy są pozbawieni woli i, co za tym idzie, nie są już osobami. Członkowie drugiej grupy swobodnie chcą nie brać leku, lecz ich wolę pokonuje uzależnienie. W końcu członkowie trzeciej grupy lek, od którego są uzależnieni, przyjmują chętnie (także z długofalowej perspektywy). Teorię Frankfurta można rozwijać do dowolnej liczby poziomów (chcenie chcenia chcenia itd.). Krytycy teorii wskazywali, że nie ma pewności, iż nie powstaną konflikty nawet na wyższych poziomach pragnień i preferencji. Inni argumentują, że Frankfurt nie oferuje odpowiedniego wyjaśnienia, jak różne poziomy hierarchii wiążą się w sieć.

#### Wolna wola jako nieprzewidywalność
W swej książce Elbow Room Daniel C. Dennett przedstawia argument za kompatybilistyczną teorią wolnej woli, który następnie rozwinął w książce Freedom evolves . Podstawowe rozumowanie jest następujące: jeśli wyklucza się Boga, nieskończenie potężnego demona, i inne takie możliwości, to z powodu chaosu i granic precyzji naszej znajomości obecnego stanu świata, przyszłość jest źle zdefiniowana dla wszystkich istot skończonych. Jedynymi dobrze zdefiniowanymi rzeczami są „oczekiwania”. Możność czynienia „inaczej” ma sens tylko względem tych oczekiwań i nie względem pewnej nieznanej i niepoznawalnej przyszłości.
Według Dennetta, ponieważ osoby mają możność działać inaczej niż to, czego każdy inny oczekuje, wolna wola może istnieć . Inkompatybiliści wskazują, że problem z tą ideą polega na tym, że możemy być po prostu „automatami odpowiadającymi w przewidywalny sposób na bodźce w naszym otoczeniu”. Co za tym idzie, wszystkie nasze akcje są kontrolowane przez siły poza nami lub przez przypadki losowe. Istnieją również bardziej skomplikowane analizy i krytyki kompatybilistycznej wolnej woli .
W filozofii teorii decyzji podstawowe pytanie brzmi: do jakiego stopnia (z punktu widzenia statystycznych wyników) wybory świadomej istoty mogą wpływać na przyszłość? W ramach teorii decyzji pytania o wolną wolę i przewidywalność wyników wyborów stawia m.in. paradoks Newcomba.

#### Powiązane kwestie filozoficzne

##### Umysł fizyczny
Kompatybilistyczne modele wolnej woli często uważają deterministyczne związki jako dające się odkryć w fizycznym świecie (w tym w mózgu). Kognitywny naturalizm jest fizykalistycznym podejściem do badania ludzkiej świadomości, w którym umysł jest po prostu częścią natury, być może po prostu aspektem wielu bardzo złożonych samoprogramujących się systemów ze sprzężeniem zwrotnym (np. sieci neuronowych i robotów kognitywnych), i jako taki musi być studiowany metodami nauki empirycznej, np. nauk behawioralnych i kognitywnych, jak np. neuronauki i psychologia kognitywna. Kognitywny naturalizm kładzie nacisk na rolę nauk neurologicznych. Ogólne zdrowie mózgu, narkomania, depresja i różne zaburzenia osobowości wyraźnie wpływają na aktywność umysłu, a ich wpływ na chcenie jest również istotny. Przykładowo, uzależniony może doświadczać świadomego pragnienia wyjścia z uzależnienia, lecz nie być w stanie tego zrobić. „Wola” jest odłączona od wolności działania. Sytuacja jest związana z nienormalną produkcją i dystrybucją dopaminy w mózgu.
Neuronauka o wolnej woli nakłada ograniczenia na zarówno kompatybilistyczne, jak i inkompatybilistyczne koncepcje wolnej woli.
Modele kompatybilistyczne przynależą do modeli umysłu, w których aktywność umysłowa (jak np. deliberowanie) może być zredukowana do aktywności fizycznej bez żadnej zmiany fizycznego rezultatu. Jakkolwiek kompatybilizm jest ogólnie dostosowany do fizykalizmu (czy co najmniej zgodny z nim), niektóre modele kompatybilistyczne opisują naturalne występowanie deterministycznego deliberowania w mózgu używając pojęć pierwszoosobowej perspektywy świadomej osoby dokonującej rozważań. Takie podejście uważano za postać dualizmu tożsamości. Dostarczono opis, „jak uświadomione doświadczenie mogłoby wpływać na mózgi”, w którym „doświadczenie świadomej wolnej woli jest pierwszoosobową perspektywą neuronowych korelatów wybierania”.

### Inne objaśnienia
Poglądy niektórych filozofów trudno skategoryzować jako kompatybilistyczne lub inkompatybilistyczne; jako twardy determinizm czy libertarianizm. Przykładowo Ted Honderich utrzymuje, że „determinizm jest prawdziwy, kompatybilizm i inkompatybilizm są równie fałszywe” oraz że prawdziwy problem leży gdzie indziej. Honderich twierdzi, że determinizm jest prawdziwy, gdyż zjawiska kwantowe nie są zdarzeniami czy rzeczami, które można zlokalizować w czasie i przestrzeni, lecz abstrakcjami. Co więcej, nawet gdyby były to zdarzenia mikroświata, zdają się nie mieć znaczenia dla kształtu makroświata. Twierdzi on następnie, że inkompatybilizm jest fałszywy, gdyż nawet jeśli panuje indeterminizm, inkompatybiliści nie dają dostatecznej podstawy pochodzenia uczynków (od osoby). Zaś kompatybilizm odrzuca, gdyż, tak jak inkompatybilizm, zakłada on jedno fundamentalne pojęcie wolności. Tymczasem istnieją, zdaniem Hondericha, dwie wolności: wolność czynienia zgodnie z wolą i wolność poczynania z siebie. Obie trzeba uwzględnić, by wolność woli i odpowiedzialność zostały należycie objaśnione. Zarówno determinizm, jak i indeterminizm, są zagrożeniem dla tak dwoiście pojętej wolności; porzucić te dwa pojęcia to porzucić ideę odpowiedzialności moralnej. Z jednej strony, mamy swe intuicje; z drugiej, fakty naukowe. „Nowy” problem, to jak rozwiązać tę dychotomię. Por. dylemat determinizmu.

#### Modele dwuetapowe
W 1884 William James opisał dwuetapowy model wolnej woli: w pierwszym etapie umysł generuje losowe alternatywne ścieżki działania, w drugim odpowiednio zdeterminowana wola wybiera jedną z nich. Sporo innych myślicieli od tego czasu pracowało nad tą ideą, m.in. Henri Poincaré, Arthur Compton, Karl Popper, Henry Margenau, Robert Kane, Alfred Mele, Bob Doyle i Martin Heisenberg.
Każdy z tych modeli próbuje pogodzić libertariańską wolną wolę z implikowanym przez brak konieczności istnieniem absolutnej przypadkowości (obecnie w teoriach jako chaos kwantowy), które grozi uczynieniem postępku osoby przypadkowym, tym samym pozbawiając ją kontroli wymaganej, by wprowadzanie idei odpowiedzialności w ogóle miało sens.
Jeśli pojedyncze zdarzenie jest spowodowane przez przypadek, to logicznie rzecz biorąc indeterminizm jest „prawdziwy”. Przez wieki filozofowie głosili, że przekreślałoby to podstawy wiedzy pewnej. Niektórzy wręcz doszli do skrajności, twierdząc, że wystąpienie absolutnej przypadkowości uczyniłoby cały stan wszechświata kompletnie niezawisłym od stanów wcześniejszych. Istnieją relacje, że pewni stoicy mówili, iż pojedyncze bezpodstawne zdarzenie może zniszczyć wszechświat (kosmos) James powiedział, że większość filozofów ma „antypatię do przypadku”. Jego współczesny John Fiske opisał absurd decyzji czynionych, jeśli przypadkowość byłaby prawdą i jeśli chcenia następują bez przyczyny. Współcześnie J.J.C. Smart opisał problem zgadzania się na indeterminizm, jako przypisywanie przyczyny działania przypadkowości kwantowomechanicznej i tym samym uszkadzanie, a nie zapewnianie naszej wolności.
Wyzwaniem dla modeli dwuetapowych jest przyznanie pewnego indeterminizmu, lecz bez umożliwiania mu tworzenia działań przypadkowych, czego obawiają się determiniści. Oczywiście model musi też ograniczyć determinizm, ale nie wyeliminować go, co za konieczne uważają niektórzy libertarianie. Dwuetapowe modele ograniczają wpływ przypadku losowego do generowania alternatyw działania. Lecz zauważmy, że w ostatnich latach kompatybilistyczni filozofowie analityczni, zwolennicy Harry’ego Frankfurta zaprzeczali istnieniu alternatywnych możliwości. Rozwijają oni „przykłady frankfurtowskie” (eksperymenty myślowe), w których, jak argumentują, osoba jest wolna, mimo że nie istnieją opcje alternatywne lub osoba jest w ostatniej chwili powstrzymywana przez neuronaukowe demony od „czynienia inaczej”.

#### Wolna wola jako złudzenie

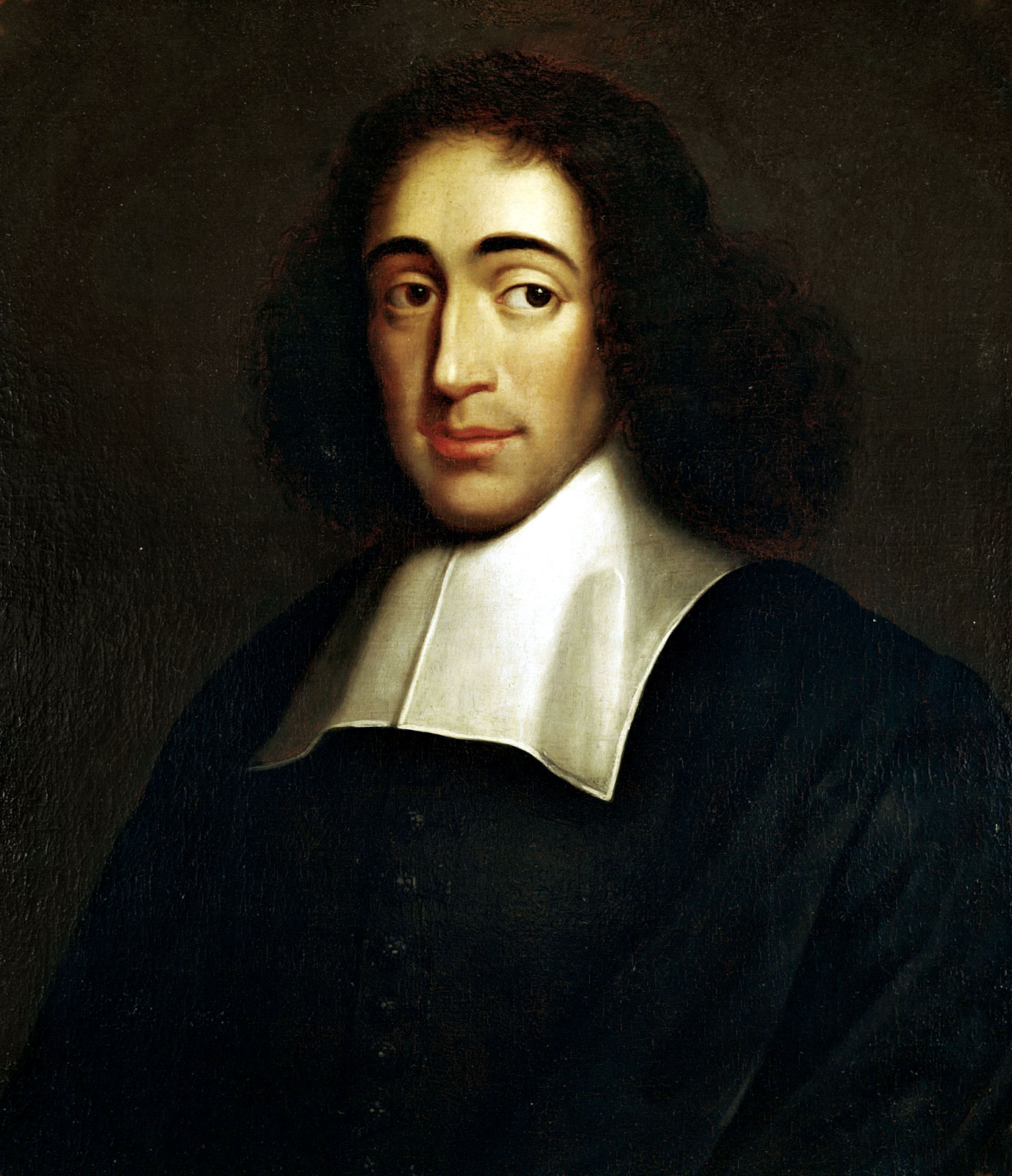
Spinoza twierdził, że woli wolnej nie ma

„Doświadczenie uczy nas nie mniej wyraźnie niż rozum, że ludzie uważają się za wolnych po prostu dlatego, że są świadomi swych działań i nieświadomi przyczyn, przez które te działania są zdeterminowane”. Baruch Spinoza, Etyka
David Hume omawiał możliwość, że cała debata wokół wolnej woli jest niczym więcej niż sporem o „słowa”. Sugerował, że może za nią przemawiać „fałszywe wrażenie lub zdawanie się” (inklinacja), które kojarzymy z wieloma naszymi działaniami, gdy je wykonujemy. Po zastanowieniu rozumiemy, że były konieczne i w całości zdeterminowane.

Artur Schopenhauer twierdził, że w obserwowanych zjawiskach (w tym w ciele człowieka) żadna wolność woli nie występuje, ale sama wola jako noumen jest wolna i postać świata jest jej dziełem.

Artur Schopenhauer ujął raz kwestię wolnej woli i odpowiedzialności w następujących słowach:
Każdy wierzy, a priori, że jest idealnie wolny – nawet w swych poszczególnych czynach; i uważa, że w każdej chwili może zacząć żyć w inny sposób. ... Lecz a posteriori, poprzez doświadczenie, odkrywa ku swemu zdumieniu, że nie jest wolny, lecz poddany konieczności, że mimo swych wszystkich postanowień i refleksji nie zmienia swego losu, i że od początku życia do jego końca musi dawać wyraz swemu najwewnętrzniejszemu charakterowi, który on sam potępia...
W swym eseju O wolności ludzkiej woli Schopenhauer stwierdził: „Możesz czynić, co chcesz: ale w każdej chwili twojego życia możesz chcieć tylko jednej, określonej rzeczy i zgoła żadnej innej niż ta jedna”. Zgodnie z Schopenhauerem, w świecie zjawisk nie istnieje wolna wola. Mimo to wola (naglenie, pragnienie, dążenie, chcenie i pożądanie) jako noumen jest wolna, jej dziełem jest świat i jako poszczególne przejawy o zróżnicowanym stopniu komplikacji m.in. poszczególne gatunki flory i fauny.

#### Wolna wola jako „wyobraźnia moralna”
Rudolf Steiner, który współpracował przy kompletnym wydaniu dzieł Schopenhauera, napisał Filozofię wolności, która skupia się na problemie wolnej woli. Steiner (1861-1925) początkowo dzieli go na dwa aspekty: wolność myśli i wolność działania. Sterowalne i niesterowalne aspekty podejmowania decyzji są przez to uczynione logicznie separowalnymi, jak wskazano we wprowadzeniu. To rozdzielenie woli od działania ma bardzo długą historię, sięgającą stoicyzmu i nauk Chryzypa (279–206 p.n.e.), który oddzielał zewnętrzne uprzednie przyczyny od wewnętrznej dyspozycji odbierającej te przyczyny.
Steiner następnie argumentuje, że wewnętrzna wolność zostaje osiągnięta, gdy tworzymy most pomiędzy naszymi wrażeniami czuciowymi, odzwierciedlającymi zewnętrzny wygląd świata, a naszymi myślami, które dają nam dostęp do wewnętrznej natury świata. Zgadzając się, że wiele wpływa na nasz wybór, zwraca on uwagę na wpływ naszego stawania się świadomymi tych właśnie determinant. Zewnętrzną wolność osiąga się, gdy przesiąka się swe czyny wyobraźnią moralną. Steiner zmierza do pokazania, że te dwa aspekty, wewnętrznej i zewnętrznej wolności, są wzajemnie dopełniające się i że prawdziwa wolność jest osiągnięta, gdy są zjednoczone.

#### Wolna wola jako koncepcja pragmatycznie użyteczna
Poglądy Williama Jamesa były dwuznaczne. Podczas gdy wierzył on w wolność woli z „przyczyn etycznych”, nie wierzył, że jest na to naukowy dowód ani też jego własne introspekcje nie wspierały tego. Co więcej, nie akceptował inkompatybilizmu, jak jest on niżej sformułowany; nie wierzył, że indeterminizm ludzkich działań jest wstępnym założeniem odpowiedzialności moralnej. W swym dziele Pragmatyzm napisał, że „instynktom i pożytkowi w nich można bezpiecznie zaufać, by prowadzić społeczną działalność karania i chwalenia” bez względu na teorie metafizyczne. Był przekonany, że indeterminizm jest istotny jako „doktryna ulgi” – pozwala on na pogląd, że jakkolwiek świat może być pod wieloma względami złym miejscem, może, poprzez działania osób, stać się lepszym. Determinizm, jak argumentował, leży u podstaw melioryzmu – idei, że postęp jest prawdziwą koncepcją prowadzącą do ulepszenia świata.

#### Stanowisko Kościoła katolickiego
Encyklika o wolności człowieka Libertas Praestantissimum (1888) papieża Leona XIII wydaje się nie rozstrzygać ostatecznie kwestii rozumienia wolnej woli: czy właściwym jest pojmowanie kompatybilistyczne, czy libertariańskie. Na rzecz kompatybilizmu przemawia np. cytat (4) ze św. Tomasza kończący akapit 6 o przyczynie zła („kiedy zaś [człowiek] grzeszy, działa mimo rozumu, a wtenczas rusza nim jakby coś innego, wiążą go cudze względy”) oraz podobny passus sugerujący naturalne, przyczynowo-skutkowe działanie ludzkiej woli („zgodność z naturalną skłonnością”, „twórca woli”, „porusza wszystkie rzeczy zgodnie z ich naturą”) pod koniec akapitu 8 (przy rozważaniu problemu, jak łaska może mieć skutki dla wolnej woli). Z drugiej strony metafizyczny libertarianizm – przynajmniej jako pewnego rodzaju możliwość odwrócenia kierunku swego działania – sugeruje odniesienie do przyjętego w filozofii terminu wolność moralna na początku akapitu 3 oraz, poniekąd, zestawienie kontrastujące zwierząt, działających zawsze z „konieczności”, z wolnością ludzką, dzięki której można „działać i nie działać, tak lub inaczej działać”.
Krytykę zdającą się mniej lub bardziej iść po myśli popularnych poglądów inkompatybilistycznych można znaleźć w niektórych zwłaszcza XX-wiecznych dokumentach papieży, jednakże nie ma tam explicite potępienia najogólniej pojętego determinizmu przyczynowego. Częściej skupiają się one na potępieniu fizykalizmu/materializmu i podkreśleniu znaczenia wiary w duszę, jako niefizyczną substancję niepodzielną z rozumem i wolą, rozstrzygającą w jakiś (może niesprecyzowany) sposób o postępowaniu.
W Katechizmie Kościoła katolickiego odnajdujemy, że człowiek ma wolną wolę i że „Bóg w żaden sposób, ani bezpośrednio, ani pośrednio, nie jest przyczyną zła moralnego”. To ostatnie nie wyklucza automatycznie kompatybilizmu, ze względu na założenie istnienia diabła (papież Benedykt XVI uznał wręcz w rozważaniu przed modlitwą „Anioł Pański” z 10 lutego 2008 r., że ostateczną przyczyną zła jest szatan, choć ostrzegł, że kluczowe dla chrześcijaństwa jest uznanie własnej odpowiedzialności za zło i świadome wzięcie jej na siebie).

#### Stanowisko Świadków Jehowy
Świadkowie Jehowy uważają wolną wolę za dar Boży, ponieważ pozwala kochać Jehowę Boga ‛całym sercem’ – z własnej chęci (Mt 22:37). Można z niej korzystać, żeby podejmować dobre decyzje. Jest ona ograniczona, ponieważ Jehowa Bóg dla dobra ogółu ujął ją w pewne ramy, jako wolność względną, podlegającą zasadom prawa. Wiąże się ona z odpowiedzialnością, za swoje słowa i czyny zdamy sprawę Bogu.

## Wolność woli a poglądy na przyczynowość
W 1739 David Hume w swym Traktacie o ludzkiej naturze podszedł do problemu wolnej woli z punktu widzenia pojęcia przyczynowości. To jego stanowiskiem było, iż przyczynowość jest konstrukcją mentalną używaną do wyjaśniania powtarzającego się powiązania zjawisk i że należy dokładniej badać relację między rzeczami regularnie następującymi po innych (opisy regularności w przyrodzie) i rzeczami, w których wyniku następują inne (tj. rzeczami, które wywołują lub wymuszają inne rzeczy). Według Hume’a „przyczynowość” opiera się na słabych podstawach: „Skoro zrozumiemy, że «A musi pociągnąć za sobą B» jest równoznaczne po prostu z «Ze względu na swe stałe połączenie, jesteśmy psychologicznie pewni, że B następuje po A», pozostaje nam bardzo słabe pojęcie konieczności”.
Pogląd ten często podważano w celu wykazania tzw. aprioryczności prawa przyczynowości (tj. tego, że poprzedza ono wszelkie doświadczenie i że jest koniecznym elementem konstytuującym ludzkie postrzeganie); do najsłynniejszych swego czasu dowodów na tę aprioryczność należał:
- dowód Kanta z Krytyki czystego rozumu (odwoływał się do relacji przyczyna-następstwo oraz kategorii czasu[132])
- dowód Schopenhauera z Poczwórnego źródła twierdzenia o podstawie dostatecznej (odwoływał się do tzw. intelektualności przedstawień/wyobrażeń, czyli, w innym nazewnictwie, przedmiotów i jakości postrzeganych zmysłowo[133])

Dowody te nie wykazały wprawdzie absolutnego determinizmu (co zresztą jest równie niemożliwe, jak udowodnienie zupełnego nieistnienia cudów), ale pokazały czy też starały się pokazać, że w ogólności w świecie działa przyczynowość i że jest ona istotnym jego fundamentem (również w ludzkim umyśle).
W latach 80. XVIII w. Immanuel Kant zasugerował, że minimum dla wolnej woli stanowi, że nasze procesy decyzyjne wraz z implikacjami moralnymi leżą poza zasięgiem codziennej przyczynowości i poza prawami rządzącymi ciałami materialnymi. „Jest jaskrawa różnica między sądami moralnymi a osądami faktu... Sądy moralne ... muszą być sądami a priori.”
Artykuł inkompatybilizm przytacza, wraz z opisem, m.in. XIX- i XX-wieczny (czysto logiczny) zarzut nieskończonej regresji wobec traktowania świadomości jako samookreślającej się (tzw. causa sui).
Freeman wprowadza to, co nazywa „przyczynowością okrężną”, by „umożliwić wkład ze strony samoorganizujących się dynamik”, „opisanie dynamiki makroskopowej populacji, która kształtuje wzorce aktywności wchodzących w jej skład osób”, dającą się zastosować do „interakcji między neuronami i masami neuronowymi...i pomiędzy zachowującym się zwierzęciem a otoczeniem”. Według tego poglądu, umysł i funkcje neurologiczne są ściśle powiązane w sytuacji, gdy sprzężenie zwrotne między wspólnymi działaniami (umysłem) a pojedynczymi podsystemami (np. neuronami i ich synapsami) „wspólnie” decyduje o zachowaniu ich obu.

## W nauce

### Fizyka
Wczesna myśl naukowa przedstawiała wszechświat jako deterministyczny – np. w myśli Demokryta czy Ćarwaka – i niektórzy myśliciele twierdzili, że prosty proces zbierania dostatecznej informacji pozwoliłby im przewidzieć przyszłe zdarzenia z idealną dokładnością. Natomiast współczesna nauka jest mieszanką teorii deterministycznych i stochastycznych. Mechanika kwantowa przewiduje zjawiska wyłącznie na zasadzie prawdopodobieństw – powątpiewa się, czy wszechświat w ogóle jest deterministyczny. Dzisiejsze teorie fizyczne nie pozwalają odpowiedzieć, czy determinizm stanowi prawdę o świecie, są dalekie od potencjalnej Teorii Wszystkiego i otwarte na różne interpretacje filozoficzne co do natury obserwowanych zjawisk .
Przyjmując prawdziwość indeterministycznej interpretacji mechaniki kwantowej można wciąż podnosić, że taki indeterminizm jest we wszystkich praktycznych przypadkach ograniczony do zjawisk mikroskopowych. Nie zawsze tak jest: wiele makroskopowych zjawisk bazuje na efektach kwantowych, specjalnie je potęgując (np. wykrywanie rozpadu promieniotwórczego). Niektóre sprzętowe generatory liczb losowych działają na zasadzie wzmacniania efektów kwantowych do sygnałów praktycznie użytecznych. Bardziej znaczącym pytaniem jest, czy indeterminizm mechaniki kwantowej dopuszcza tradycyjną ideę wolnej woli (opartą na świadomości i intuicji). Jeśli działanie osoby byłoby wszakże rezultatem zupełnej kwantowej przypadkowości, a uświadamiane procesy umysłowe nie miałyby wpływu na probabilistyczne wyniki (takie jak chcenie), znaczyłoby to tym samym, że tak tradycyjnie pojęta wolna wola nie istnieje (gdyż działanie było niekontrolowalne dla fizycznej istoty twierdzącej, że ma wolną wolę). Zresztą nawet w przypadku uwzględnienia zróżnicowania prawdopodobieństw zgodnie ze stanem mentalnym problem da się przedstawić w postaci funkcji o argumentach w postaci 1 stanu psychicznego i 2 realizacji zmiennej losowej o równomiernym rozkładzie (patrz: funkcja odwrotna dystrybuanty).
Wychodząc z założenia fizykalizmu argumentowano, że prawa mechaniki kwantowej dostarczają kompletnej probabilistycznej informacji o ruchu cząstki, bez względu na postulowanie prawdziwości lub nie teorii o wolnej woli. Fizyk Stephen Hawking opisuje takie idee w swej książce z 2010 The Grand Design. Według Hawkinga, owe osiągnięcia mechaniki kwantowej sugerują, iż ludzie są rodzajem skomplikowanych maszyn biologicznych; jakkolwiek nasze zachowanie jest w praktyce niemożliwe do idealnego przewidzenia, „wolna wola jest zaledwie złudzeniem”. Innymi słowy Hawking uważa, że tylko kompatybilistyczna (deterministyczna) wolna wola może mieć oparcie w faktach.
Erwin Schrödinger, laureat Nagrody Nobla z fizyki i jeden z twórców mechaniki kwantowej, doszedł do innej konkluzji niż Hawking. Pod koniec swego eseju z 1944 zatytułowanego Czym jest życie pisze, że jego zdaniem istnieje „bezkontrowersyjne wewnętrzne doświadczenie”, iż ludzie mają wolną wolę. Stwierdza również, że ludzkie ciało jest w całości lub przynajmniej częściowo zdeterminowane, prowadząc do konkluzji, że „...'Ja’ -jestem tą osobą, jeśli ktokolwiek, która kontroluje ‘ruch atomów’ zgodnie z Prawami Przyrody.” Wyjaśnia to stanowisko w kwestii wolnej woli odnosząc się do wrażenia samego siebie, jakie wytwarza cały zbiór atomów w jego ciele, i innych przekonań o świadomym doświadczaniu. Mimo to klasyfikuje on te konkluzje jako „koniecznie subiektywne” w swych „implikacjach filozoficznych”.

### Genetyka
Tak, jak fizycy, biolodzy często odnosili się do kwestii związanych z wolną wolą. Jedna z najgorętszych debat w biologii toczy się wokół kwestii „wrodzone czy wyuczone”, w odniesieniu do relatywnej istotności genetyki i biologii w porównaniu do kultury i środowiska dla ludzkiego zachowania. Pogląd wielu badaczy brzmi, że wiele ludzkich zachowań można wyjaśnić odnosząc się do ludzkich mózgów, genów i historii ewolucyjnych. Ten punkt widzenia wywołuje obawę, że takie przypisanie uniemożliwia czynienie innych odpowiedzialnymi za ich czyny. Pogląd Steve’a Pinkera jest taki, że obawa determinizmu w kontekście „genetyki” i „ewolucji” jest pomyłką, mianowicie „pomyleniem wyjaśnienia z rozgrzeszeniem”. Odpowiedzialność nie wymaga, by zachowanie było niespowodowane, dopóki samo zachowanie podlega chwaleniu lub piętnowaniu. Ponadto pewnym jest, że determinacja środowiskowa jest nie mniej groźna dla wolnej woli niż determinowanie genetyczne.

### Neuronauki
Jest dziś możliwym badanie żyjącego mózgu i badacze mogą obecnie śledzić proces decyzyjny w mózgu, gdy ten zachodzi. Pierwsze doświadczenia na tym polu przeprowadził Benjamin Libet w latach 80. Interesowało go wykrycie tzw. potencjału czynnościowego w korze mózgowej przy okazji pozornie arbitralnej decyzji badanych osób o wykonaniu, w wybranym przez siebie momencie, ruchu. Wiadomo było już wcześniej, że ów potencjał zauważalnie poprzedzi pierwsze ruchy mięśni; natomiast, jako że poproszono osoby, by patrzyły cały czas na zegar i zapamiętały chwilę, w której postanowiły działać, okazało się, że potencjał w mózgu świadczący o przygotowywaniu ruchu pojawił się aż pół sekundy przed zaistnieniem tej decyzji w świadomości. Potwierdziło to wcześniejsze – samemu Libetowi zresztą pewnie nieznane – filozoficzne twierdzenia o tym, że świadomość odpowiada tylko niejako za „poprowadzenie” ruchu czy działania, natomiast samo zaistnienie „energii” do tego, która koniecznie uzyskuje jakieś ujście, jest rzeczą należącą do świata nieświadomości.
Przeprowadzono liczne inne eksperymenty tego typu, dowodzące możliwości precyzyjnego przewidzenia ludzkiej decyzji zanim sam decydent się o niej dowie (przekonany, że sam do niej dochodzi i ją dopiero wybiera) pod warunkiem obserwowania potencjałów bioelektrycznych w mózgu. Do słynniejszych takich doświadczeń należy np. eksperyment Kornhubera.
Oczywiście istniały i nadal istnieją tłumaczenia tych rezultatów z punktu widzenia libertarianizmu, w tym m.in. twierdzenia o tym, że mimo wszystko działanie mogło jednak nie być konieczne i jego nastąpienie, mimo wszystko, pewne nie było (lub że np. potrafi ono powstać jeszcze w inny sposób, bez nieświadomej genezy).

### Neurologia i psychiatria
W pewnych warunkach związanych ze stanem mózgu ludzie nie są w stanie w pełni kontrolować swoich czynów. Jakkolwiek istnienie takich warunków nie obala wprost istnienia wolnej woli, studiowanie ich, podobne np. do ww. badań, ma wartość dla rozwijania modeli tego, jak mózg może wytwarzać nasze doświadczenia związane z wolnością.
Przykładowo: ludzie z zespołem Tourette i powiązanymi zaburzeniami tikowymi wykonują niechciane ruchy i dźwięki, tzw. tiki, mimo że woleliby tego nie robić, gdy nie wypada. Tiki opisuje się jako półchciane lub „niezachciane”, ponieważ nie są ściśle niechciane: można ich doświadczać jako chcianej odpowiedzi na niechciany uprzedni popęd. Tiki doświadczane są jako popęd nie do odparcia i muszą ostatecznie dojść do skutku. Ludzie z zespołem Tourette są niekiedy w stanie powstrzymać swe tiki na ograniczony czas, ale czynienie tego często skutkuje później eksplozją tików. Utrzymywana kontrola (od sekund do czasem całych godzin) zaledwie opóźnia i zaostrza późniejszą ekspresję tiku.
W zespole obcej ręki kończyna chorego produkuje sensowne zachowania bez jego zamiaru. W efekcie, chora kończyna wykazuje „własną wolę”. Wrażenie kontroli nie powstaje w powiązaniu z jawnym wystąpieniem celowego aktu, mimo że zachowane jest poczucie przynależności do ciała. Zjawisko to koresponduje z osłabieniem mechanizmu przedruchowego wyrażającego się w czasie przez powstanie potencjału gotowościowego (zob. sekcja o neuronaukach powyżej), rejestrowalnego na skórze głowy setki milisekund przed jawnym wystąpieniem spontanicznego, chcianego ruchu. Używając fMRI wraz z wyspecjalizowanymi analizami wieloczynnikowymi w celu badania czasowego wymiaru aktywacji sieci korowej związanej z chcianym ruchem u ludzi, obserwuje się sekwencyjny proces aktywacji „od poprzednika do następnika” rozpoczynający się w tzw. dodatkowym polu ruchowym (SMA) na środkowej powierzchni płatu czołowego i rozszerzający się na pierwotną korę ruchową, po czym do płatu ciemieniowego. Wrażenie kontroli wydaje się zatem normalnie powstawać wspólnie z tą uporządkowaną sekwencyjną siecią aktywacji, obejmując przedruchowe ośrodki asocjacyjne wraz z pierwotną korą ruchową. W szczególności dodatkowy zespół ruchowy na środkowej powierzchni płatu czołowego zdaje się aktywować przed pierwotną korą ruchową, zapewne w związku z przedruchowym procesem przygotowawczym. W niedawnym badaniu na fMRI obce ruchy charakteryzowały się względnie izolowaną aktywacją pierwotnej kory ruchowej po stronie przeciwnej niż obca ręka, podczas gdy chcianym ruchom tej samej części ciała towarzyszyła aktywacja ruchowych ośrodków asocjacyjnych związanych z procesem przedruchowym. Definicja kliniczna wymaga „uczucia, że dana kończyna jest obca lub ma własną wolę, wespół z obserwowalną niechcianą aktywnością motoryczną” (kursywa za oryginałem). Zespół jest często wynikiem uszkodzenia corpus callosum, czy to przerwanego w leczeniu ciężkiej epilepsji czy wskutek udaru. Standardowym wyjaśnieniem neurologicznym jest, że odczuwana wola zgłaszana przez mówiącą lewą półkulę nie koresponduje z działaniami podejmowanymi przez niemówiącą prawą półkulę, sugerując tym samym, że półkule te mogą mieć niezależne odczuwanie woli.
Podobnie, jednym z najistotniejszych („pierwszorzędowych”) objawów schizofrenii jest złudzenie bycia kontrolowanym przez siłę zewnętrzną. Schizofrenicy czasem zgłaszają, że – mimo własnego działania w świecie – nie inicjują oni czy też nie chcą konkretnych akcji przez nich podejmowanych. Niekiedy jest to porównywane do bycia robotem kontrolowanym przez kogoś innego. Jakkolwiek mechanizmy neuronowe odpowiadające za schizofrenię nie są jeszcze jasne, istnieje wpływowa hipoteza, iż występują awaria układów mózgowych związanych z porównywaniem rozkazów ruchowych i sygnałów zwrotnych z ciała (tzw. propriocepcją), prowadząc do towarzyszących jej halucynacji i złudzeń (braku) kontroli.

### Determinizm i zachowanie emergentne
Pojęcie emergencja odnosi się do wspólnych odpowiedzi całego systemu, rozumianych najlepiej z perspektywy globalnej aniżeli poszczególnych komponentów. Idea ta ma szerokie zastosowanie, w tym do struktur społecznych i do samego mózgu. Istnieją różne szkoły myślenia o emergencji i mają one swe wnioski odnośnie do wolnej woli. Szkoła silnej emergencji przyjmuje pogląd, że całość jest większa od sumy swych części i sugeruje, że możliwe jest przyczynowe oddziaływanie w dół, tj. zjawiska na wyższym poziomie organizacji mogą wywierać przyczynowy wpływ na poziom mniejszej skali. Z tej pozycji umysł jest emergentną właściwością mózgu, która może kontrolować sam mózg, a wolna wola jest jednym z takichże zjawisk. Przeciwne poglądy to nominalna emergencja i słaba emergencja. Oba zaprzeczają możliwości przyczynowego oddziaływania w dół i postrzegają emergencję jako wyraz zdarzeń, które fundamentalnie generowane są mikroskopowo. Różnica pomiędzy nominalną i słabą emergencją tkwi tylko w złożoności połączenia do tworzącego umysł zachowania mikroskopowego.
W pewnych generatywnych filozofiach nauk kognitywnych i psychologii ewolucyjnej przyjmuje się, że wolna wola nie istnieje. Mimo to tworzy się iluzję wolnej woli, w tym teoretycznym kontekście, z powodu generowania nieskończenie czy obliczeniowo złożonego zachowania z interakcji skończonego zbioru reguł i parametrów. Dlatego nieprzewidywalność emergentnego zachowania z deterministycznych procesów prowadzi do wrażenia wolności woli, mimo że wolną wolę jako coś ontologicznie realnego uważa się za nieistniejącą. Z takiej perspektywy, nawet, jeśli zachowanie mogłoby być policzone z góry, żaden sposób uczynienia tego nie jest prostszy od zwykłej obserwacji wyników własnych obliczeń mózgu.
Dla przykładu: pewne strategiczne gry planszowe mają rygorystyczne reguły, w których żadnej informacji (jak np. treści kart) nie ukrywa się przed żadnym graczem i żadne zdarzenia losowe (jak np. turlanie kości) nie występują w grze. Tym niemniej gry strategiczne w rodzaju szachów i w szczególności Go, ze swymi prostymi regułami deterministycznymi, mogą mieć skrajnie dużą liczbę nieprzewidywalnych ruchów. Przez analogię „emergentyści” sugerują, że doświadczenie wolnej woli powstaje z interakcji skończonych reguł i deterministycznych wzorców, która generuje nieskończone i nieprzewidywalne zachowanie. Wszakże, jeśli wszystkie te zdarzenia były uzasadnione i istniał znany sposób, by je ocenić, z pozoru nieprzewidywalne zachowanie stałoby się przewidywalne. W tej filozofii automaty komórkowe i nauki generatywne mogą modelować procesy emergentne zachowania społeczeństwa.
W swej książce Wielki projekt Hawking i Mlodinow sugerują eksperyment myślowy, w którym spotykamy obcego, który może być robotem. Współczesne roboty mogą być tak zrobione, by zaadaptować swe reakcje do ich otoczenia poprzez samoprogramowanie się, są to tzw. inteligentne roboty. Wiele w opisie tych maszyn wydaje się paralelne do ludzkiego zachowania, jakkolwiek technologia wciąż nie osiągnęła wystarczającej złożoności, by przemówić silniej za podobieństwami. Czy taka maszyna jest deterministyczna? Nie możemy przewidzieć dokładnego zachowania maszyny bez pełnej znajomości jej osobistej historii wraz z jej środowiskiem, niezawodnością jej komponentów i bieżącym stanem zaprogramowania, które to niepewności ograniczają nas do orzeczeń probabilistycznych.
Wyobrażane są również grupy współdziałających robotów Można przypuszczać, że pewne takie grupy mogłyby ewoluować według schematu darwinowskiego, co leży nie tylko w zainteresowaniach inżynierów, ale też jest powracającym tematem science fiction.

### Psychologia eksperymentalna
Wkład psychologii eksperymentalnej do debaty o wolnej woli pochodzi z dzieł psychologa społecznego Daniela Wegnera (o woli świadomej), psychologa-behawiorysty B.F. Skinnera, autora książki Beyond Freedom and Dignity (1971) i kontynuatorów ich badań. W książce Złudzenie świadomej woli Wegner podsumowuje to, co uważa za empiryczny dowód wspierający pogląd, iż ludzkie wrażenie świadomej kontroli jest złudzeniem. Wegner podsumowuje pewne dowody empiryczne, które mogą sugerować, iż postrzeganie świadomej kontroli jest otwarte na modyfikacje (czy wręcz manipulacje). Zauważa on, że o pewnym zdarzeniu wnioskuje się, że spowodowało inne zdarzenie, gdy spełnione są dwa wymagania:
1. Pierwsze zdarzenie bezpośrednio poprzedza drugie zdarzenie,
2. Pierwsze zdarzenie jest spójne ze spowodowaniem drugiego zdarzenia.

Np. jeśli osoba słyszy eksplozję i widzi spadające drzewo, osoba ta prawdopodobnie wywnioskuje, że to eksplozja spowodowała upadek drzewa. Wszakże jeśli huk nastąpi po upadku drzewa (tj. pierwszy warunek nie jest spełniony) lub zamiast eksplozji usłyszy się dzwonek telefonu (tj. drugi warunek nie jest spełniony), to ta osoba raczej nie uzna, że którykolwiek z tych hałasów wpłynął na drzewo tak, iż się zawaliło.
Wegner zastosował tę zasadę do wniosków, jakie ludzie wyciągają o swej własnej uświadomionej woli. Ludzie typowo doświadczają myśli, które są spójne z zachowaniem, i wtedy postrzegają siebie jako wykonujących to zachowanie. W rezultacie ludzie wnioskują, że ich myśli musiały spowodować obserwowane zachowanie. Mimo to Wegnerowi udało się tak zmanipulować ludzkie myśli i zachowania, żeby zgadzały się lub naruszały dwa wymagania wnioskowania o przyczynowości. Poprzez takie działanie Wegnerowi udało się pokazać, że ludzie często doświadczają świadomej woli co do zachowań, których w rzeczywistości nie spowodowali – i odwrotnie, że ludzi można wprowadzić w doświadczanie braku woli wobec zachowań, które spowodowali. Przykładowo, torowanie osoby za pomocą informacji o skutku zwiększa prawdopodobieństwo, że osoba fałszywie uważa się za przyczynę. Wnioskiem z takich badań jest to, że postrzeganie świadomej woli (o której mówi, że może być dokładnie nazwana „uczuciem autorstwa”) nie jest przywiązane do wykonania samych zachowań, lecz jest wyprowadzone z różnych wskazówek poprzez zawiły proces umysłowy, przetwarzanie autorstwa. Jakkolwiek wielu interpretuje tę pracę jako cios przeciw argumentowi za wolną wolą, zarówno psycholodzy, jak i filozofowie krytykowali teorie Wegnera.
Emily Pronin argumentował, że subiektywne doświadczenie wolnej woli jest wspierane przez złudzenie introspekcji. To ostatnie jest tendencją ludzką, by ufać wiarygodności swych własnych introspekcji i zarazem nie ufać introspekcjom innych ludzi. Teoria ta implikuje, że ludzie chętniej przypisują wolną wolę sobie niż innym. Przypuszczenie to potwierdzono trzema z eksperymentów Pronina i Kuglera. Gdy zapytano studentów college’u o osobiste decyzje w życiu ich i ich kolegów z pokoju, uważali swe własne wybory za mniej przewidywalne. Personel restauracji opisywał życie współpracowników jako bardziej zdeterminowane (mające mniej możliwości na przyszłość) niż swe własne. Gdy ważono wpływ różnych czynników na zachowanie, studenci przyznawali pożądaniom i zamiarom najwyższe znaczenie dla swych własnych zachowań, lecz oceniali jako najbardziej prorocze dla zachowań innych uważali cechy osobowości.
Psycholodzy pokazali, że obniżenie czyjejś wiary w wolną wolę czyni ją mniej pomocną i bardziej agresywną. Może tak być ze względu na utratę przez osobę poczucia własnej skuteczności.
Zidentyfikowano wszakże zastrzeżenia dla badania u osób świadomości zjawisk umysłowych, polegające na tym, że sam proces introspekcji może zakłócać doświadczanie.

### Badania wiary w wolną wolę
W ostatnich latach analizowano przekonania osób o wolnej woli ze względu na cechy zachowań społecznych. W ogólności koncepcja wolnej woli badana jak dotąd w tym kontekście była inkompatybilistyczna czy, dokładniej, libertariańska, tj. w sensie wolności od determinizmu.

#### W co ludzie wierzą
W badaniu zakwestionowano, czy ludzie z natury wyznają inkompatybilistyczny model wolnej woli. Eddy Nahmias uzyskał wynik sugerujący, że inkompatybilizm nie jest intuicyjny – nie wyznawano go, w tym sensie, że determinizm nie podważał przekonania o odpowiedzialności moralnej (na podstawie empirycznego badania odpowiedzi ludzi na dylematy moralne w deterministycznym modelu rzeczywistości). Edward Cokely osiągnął rezultat, iż inkompatybilizm jest intuicyjny – naturalnie weń wierzono, w tym sensie, że determinizm istotnie w ogólności negował przekonanie o moralnej odpowiedzialności. Joshua Knobe i Shaun Nichols proponowali, że inkompatybilizm może być lub nie być intuicyjny, a zależy to w dużym stopniu od okoliczności; czy przestępstwo wzbudza odpowiedź emocjonalną, czy nie – np. czy polega na krzywdzeniu drugiej osoby ludzkiej. Stwierdzili oni, że wiara w wolną wolę jest kulturowo uniwersalna oraz że większość uczestników powiedziała, że (a) ich wszechświat jest indeterministyczny (b) odpowiedzialność moralna jest w sprzeczności z determinizmem.
Badania wskazują, że wiara w wolną wolę jest wśród ludzi niespójna. Emily Pronin i Matthew Kugler odkryli, że ludzie są przekonani, iż mają więcej wolnej woli niż inni.
Badania ujawniają też zależność między prawdopodobieństwem uznania przez kogoś deterministycznego modelu umysłu a jego typem osobowości. Np. Adam Feltz i Edward Cokely odkryli, że ludzie osobowości ekstrawertycznej łatwiej odłączają wiarę w determinizm od wiary w odpowiedzialność moralną.
Roy Baumeister przejrzał z kolegami literaturę o psychologicznych skutkach wiary (lub niewiary) w wolną wolę. Pierwsza część ich analizy nie miała na celu zbadać, jakie rodzaje wolnej woli istnieją w rzeczywistości. Badacze zamiast tego pragnęli zidentyfikować, w co wierzą inni ludzie, ilu ludzi w to wierzy i jakie są skutki tych przekonań. Baumeister odkrył, że większość ludzi skłania się ku wierze w rodzaj, jak to ujął, „naiwnej kompatybilistycznej wolności woli”.
Badacze odkryli też, że ludzie uważają czyny za bardziej „wolne”, gdy występuje w nich osoba przeciwstawiająca się zewnętrznym siłom, planowanie lub podejmowanie przypadkowych działań. Co godne odnotowania, ostatnie zachowanie, „przypadkowe” działania, może nie być możliwe; gdy uczestnicy próbują wykonywać działania w sposób przypadkowy (jak np. generowanie liczb losowych), ich zachowanie zdradza wiele wzorców.

#### Wśród filozofów
Niedawna ankieta z 2009 r. wykazała, że dosyć popularny wśród tych, którzy specjalizują się w filozofii, jest kompatybilizm (59,1%). Wiarę w libertarianizm (indeterministyczną wolność) zadeklarowało 13,7%. Ponad połowa ankietowanych pochodziła z USA.

#### Skutki samej wiary
Baumeister i koledzy odkryli, że wzbudzanie niewiary w wolną wolę zdaje się wywoływać różne negatywne skutki. Autorzy konkludują, w swym artykule, że to wiara w determinizm wywołuje owe negatywne skutki. Wszelako może to nie być wniosek bardzo uzasadniony. Po pierwsze wolna wola może odwoływać się co najmniej do albo libertariańskiej (indeterministycznej) wolnej woli, albo kompatybilistycznej (deterministycznej) wolnej woli. Oddanie uczestnikom do przeczytania artykułów, które po prostu „obalają wolność woli”, raczej nie zwiększa ich rozumienia determinizmu lub kompatybilistycznej wolnej woli, na jaką on wciąż pozwala.
Innymi słowy „wzbudzanie niewiary w wolną wolę” prawdopodobnie wywołuje wiarę w fatalizm. Jak omawiano wcześniej w tym artykule, kompatybilistyczną wolną wolę ilustrują zdania takie, jak „me wybory mają przyczyny i skutki – więc wpływam na swą przyszłość”, podczas gdy fatalizm brzmi raczej, jak „me wybory mają przyczyny, lecz nie mają skutków – jestem bezsilny”. Fatalizm więc może być tym, co zagraża ludzkiemu poczuciu własnej skuteczności. Zwykli ludzie nie powinni mylić fatalizmu z determinizmem, a mimo to nawet zawodowi filozofowie od czasu do czasu mylą te dwa poglądy. Wydaje się zatem prawdopodobne, że negatywne konsekwencje wzmiankowane poniżej mogą być przypisane wytwarzaniu sobie przez badanych wiary w fatalizm, gdy eksperymenty atakują wiarę w „wolną wolę”. By sprawdzić skutki wiary w determinizm, przyszłe badania musiałyby przedkładać ludziom artykuły, które nie po prostu „atakują wolną wolę”, lecz zamiast tego skupiają się na wyjaśnianiu determinizmu i kompatybilizmu. Przeprowadzono pewne badania, które wskazywały, że ludzie mocno reagują na sposób, w jaki determinizm umysłu jest opisywany, przy godzeniu go z odpowiedzialnością moralną. Eddy Nahmias zauważył, że gdy ludzkie działania przedstawia się w ramach uwzględniających ich przekonania i pożądania (zamiast ich neurologicznych podwalin), ludzie są bardziej skłonni rozdzielić kwestie determinizmu i odpowiedzialności moralnej.
Różne cechy zachowania społecznego powiązano z wiarą w deterministyczne modele umysłu, z których niektóre uwzględniały eksperymentalne poddanie osób perspektywom libertariańskim i deterministycznym.
Po tym, jak badacze skłaniali ochotników do niewiary w wolną wolę, uczestnicy więcej kłamali, oszukiwali i kradli. Kathleen Vohs odkrył, że ci, których wiara w wolną wolę została złamana, byli bardziej skłonni do oszukiwania. W badaniu wykonanym przez Roya Baumeistera, po tym, jak uczestnicy przeczytali artykuł argumentujący przeciwko wolnej woli, byli oni bardziej skłonni kłamać o swych osiągnięciach w teście, w którym mieli być wynagrodzeni pieniędzmi. Powodowanie odrzucenia wolnej woli kojarzono też ze zwiększoną agresją i mniej pomocnym zachowaniem, jak również bezmyślnym zgadzaniem się. Niewiara w wolną wolę może nawet powodować, że ludzie czują się mniej winni swych występków przeciw innym osobom.
Baumeister i koledzy zauważają też, że ochotnicy niewierzący w wolną wolę są mniej zdolni do wyobrażania sobie alternatywnych wersji historii. Dane te martwią, gdyż wyobrażanie sobie alternatywnych możliwości („gdybym zrobił coś innego...”) jest istotną częścią uczenia się ze swych wyborów, w tym tych, które skrzywdziły innych. Ponownie, nie można automatycznie rozumieć tego tak, że winna jest wiara w determinizm; są to wyniki, jakich oczekiwalibyśmy po zwiększonej u ludzi wierze w fatalizm.
Do podobnych badań zalicza się odkrycie Tylera Stillmana, że wiara w wolną wolę często wiąże się z lepszą skutecznością w pracy.

## Religie Wschodu

### Hinduizm
Sześć ortodoksyjnych szkół (astika) w filozofii hinduistycznej nie jest zgodnych co do kwestii wolnej woli. Np. według Sankhja materia nie ma żadnej wolności, a duszy brakuje zdolności kontrolowania odkrywania się materii. Jedyną realną wolnością (kajwalja) jest pojmowanie ostatecznej odrębności materii i samego siebie. Według szkoły Joga, tylko Iśwara (Bóg) jest naprawdę wolny, a jego wolność jest także odrębna od wszelkich odczuć, myśli, działań lub woli i dlatego nie jest wolnością woli. Metafizyka szkół Njaja i Wajsieszika silnie sugeruje wiarę w determinizm, lecz nie wydaje się podnosić wprost twierdzeń o determinizmie lub wolności woli.
Cytat ze Swami Wiwekananda, wedantysty, daje dobry przykład troski o wolną wolę w tradycji hinduizmu:
Dlatego też widzimy od razu, że nie może być żadnej takiej rzeczy jak wolna-wola; w samych słowach tkwi sprzeczność, gdyż wola jest tym, co wiemy, a wszystko, co wiemy, jest częścią naszego wszechświata, a wszystko wewnątrz naszego wszechświata jest ukształtowane przez warunki czasu, przestrzeni i przyczynowości. ... Aby osiągnąć wolność, musimy wyjść poza ograniczenia tego wszechświata; nie można jej tutaj odnaleźć.
Mimo to przytoczony cytat był często interpretowany jako sugerowanie przez Wiwekanandę, że wszystko jest z góry zdeterminowane. Co Wiwekananda w rzeczywistości rozumiał przez brak wolnej woli to, że wola nie jest „wolna”, gdyż jest za bardzo pod wpływem prawa przyczyny i skutku – „Wola nie jest wolna, jest zjawiskiem związanym przyczyną i skutkiem, lecz jest coś poza wolą, co jest wolne”. Wiwekananda nigdy nie powiedział, że rzeczy były absolutnie zdeterminowane i kładł nacisk na władzę pozwalającą świadomie zdecydować o zmianie swej dawnej karmy: „Tylko tchórz i głupiec mówi o swym życiu, że jest jego losem. Lecz silny człowiek wstaje i mówi «Uczynię swe własne przeznaczenie»”.

### Buddyzm
Buddyzm uznaje zarówno wolność, jak i determinizm (lub coś doń podobnego), lecz odrzuca ideę osoby-sprawcy, a tym samym ideę, że wolność jest wolnością woli należącą do osoby. Według Buddy „istnieje swobodne działanie, istnieje odpłata, ale nie widzę osoby, która przechodzi z jednego zbioru chwilowych elementów do drugiego, a tylko [powiązanie] tych elementów”. Buddyści nie wierzą ani w absolutyzm wolności woli, ani w determinizm. Uczą doktryny pośredniej, zwanej pratitja-samutpada w sanskrycie, co tłumaczy się często jako „współzależne powstawanie”. Teorię zwie się też „Uwarunkowanym Powstawaniem” lub „Zależnym Pochodzeniem”. Głosi ona, że wszelkie chcenie jest działaniem uwarunkowanym jako rezultat ignorancji. Po części, twierdzi ona, że już od tego trzeba zacząć, że wolna wola jest wewnętrznie uwarunkowana i „niewolna”. Jest to też częścią teorii karmy w buddyzmie. Koncepcja karmy w buddyzmie jest inna niż pojęcie karmy w hinduizmie. W buddyzmie, idea karmy jest dużo mniej deterministyczna. Buddyjskie pojęcie karmy jest skupione przede wszystkim na przyczynie i skutku działań moralnych w tym życiu, podczas gdy w hinduizmie koncepcja karmy częściej jest związana z określaniem swego przeznaczenia w życiach przyszłych.
W buddyzmie uczy się, że idea absolutnej wolności wyboru (tj. że każda osoba ludzka ma zupełną wolność postanowić cokolwiek) jest niemądra, ponieważ zaprzecza rzeczywistości potrzeb psychicznych i okoliczności. Równie niepoprawna jest idea, że ludzie nie mają wyboru w życiu lub że ich życia są predeterminowane. Zaprzeczać wolności oznaczałoby zaprzeczać wysiłkom buddyzmu, by osiągać postęp moralny (poprzez naszą zdolność swobodnego wyboru działań opartych na współczuciu). Pubbekatahetuvada, wiara, że wszelkie szczęście i cierpienie wynikają z przeszłych działań, uważana jest w doktrynach buddyjskich za pogląd błędny. Ponieważ buddyści odrzucają też sprawstwo, zwykłe ścieżki myślowe kompatybilistów są dla nich także zamknięte. Zamiast tego strategią filozoficzną buddyzmu jest badanie metafizyki przyczynowości. W starożytnych Indiach prowadzono zawzięte spory o naturę przyczynowości między dźinistami, szkołą Njaja, Sankhja, Ćarwaka i buddystami, z których wszystkie reprezentowały nieco inną linię. Z wielu punktów widzenia stanowisko buddyjskie jest bliższe teorii „uwarunkowania” niż teorii „przyczynowości”, w szczególności w takiej formie, jak je wyłuszcza Nagardżuna w Mūlamadhyamakakārikā.

### Islam
Zgodnie z wiarą islamską wola Allaha postanowiła, by ten szczególny gatunek stworzenia, jakim jest człowiek, miał zdolność iść za głosem przewodnika lub schodzić na manowce, zgodnie ze swym własnym wyborem, a nie jako wynik jakiegoś przymusu.
Tak też Bóg zezwala temu, komu chce zezwolić, na zejście na manowce, i pomaga temu, komu chce, iść prostą drogą. Jego wola pomaga każdemu, kto dąży do wdrożenia boskiego prowadzenia, a porzuca i pozwala zejść na manowce każdemu, kto uparcie odrzuca prowadzenie. Nikomu nie czyni żadnej niesprawiedliwości.
Ludzka istota może podążać za prowadzeniem lub może sobie pozwolić iść własną (szkodliwą) drogą: obie możliwości są częścią jej natury. Oba kierunki stworzyła wola boża. Podobnie, konsekwencje, jakie wynikają z osobistego wyboru pójścia tą czy inną drogą, są także zdeterminowane wolą bożą, która jest aktywna i absolutna. Kalkulacje, osądy i odpłaty są oparte na ludzkim wyborze drogi, jaką idzie. Ów wybór jest własnym dziełem człowieka, aczkolwiek zdolność do jakiegokolwiek z wyborów została w nim zasiana przez wolę Boga.

## Inne teologie
Teologicznej doktrynie boskiego przewidywania przyszłości zarzuca się często bycie w konflikcie z wolnością woli, zwłaszcza w kręgach zreformowanych – gdyż jeśli Bóg wie dokładnie, co się zdarzy, aż do każdego pojedynczego wyboru, podaje to w wątpliwość status wyborów jako wolnych. Jeśli Bóg ma bezczasowo prawdziwą wiedzę o wyborach jednostki, zdaje się to ograniczać indywidualną wolność. Problem jest pokrewny do arystotelesowskiego problemu bitwy morskiej: jutro albo będzie, albo nie będzie bitwy morskiej. Jeśli będzie, to wydaje się, że wczoraj prawdziwym było zdanie, iż ona nastąpi. A zatem byłoby konieczne, że bitwa morska nastąpi. Jeśli jej nie będzie, to poprzez podobne rozumowanie jest koniecznym, że ona nie nastąpi. Oznacza to, że przyszłość, jakakolwiek jest, jest całkowicie ustalona przeszłymi prawdami – prawdziwymi zdaniami o przyszłości.
Mimo to pewni filozofowie idą za Williamem Ockhamem w swym twierdzeniu, że konieczność i możliwość są zdefiniowane ze względu na dany punkt w czasie i daną macierz empirycznych okoliczności, tak, iż coś, co jest zaledwie możliwe z perspektywy jednego obserwatora, może być konieczne z perspektywy wszechwiedzącego. Niektórzy filozofowie idą za Filonem z Aleksandrii, filozofem znanym ze swego homocentryzmu, twierdząc, że wolna wola jest własnością ludzkiej duszy, a zatem nieczłowiecze zwierzęta nie mają wolnej woli.
Niektóre poglądy w ramach filozofii żydowskiej akcentują, że wolna wola jest produktem nieodłącznej ludzkiej duszy, używając słowa neshama (z rdzenia hebr. n.sh.m. lub .נ.ש.מ oznaczającego „tchnienie”); lecz zdolność do dokonywania wolnego wyboru osiąga się dzięki Yechida (z hebr. „yachid”, יחיד, l. poj.), części duszy, która jest złączona z Bogiem, czyli jedynym bytem, który nie jest związany z lub zależny od przyczyn i skutków (stąd też wolność woli nie przynależy do królestwa rzeczywistości fizycznej i spodziewana jest niezdolność filozofii przyrody do jej uzasadnienia). Choć są inne poglądy na wolną wolę w judaizmie, większość opiera się na tych samych kabalicznych zasadach.
W islamie teologiczny problem to zwykle nie to, jak pogodzić wolną wolę z uprzednią wiedzą Boga, lecz z boskim jabr, czyli władzą rozkazywania. al-Ash’ari rozwinął formę kompatybilizmu zwaną „nabywaniem” (ang. acquisition) lub „dwusprawstwem” (ang. dual-agency), w której uznaje się zarówno ludzką wolną wolę, jak i boski jabr, i która stała się kamieniem węgielnym dominującego obecnie stanowiska al-Ash’ariego. W islamie szyickim większość teologów nie zgadza się z pojmowaniem Ash’ariego, w którym przewaga jest po stronie predestynacji. Wolna wola, według doktryny islamskiej, jest głównym czynnikiem ludzkiej odpowiedzialności za swe działania przez całe życie. Działania podjęte przez ludzi wykazujących wolną wolę będą rozliczane w Dniu Sądu, gdyż są to ich własne działania, mimo że wolna wola działa za przyzwoleniem Bożym.
Filozof Søren Kierkegaard twierdził, że boska wszechmoc nie może być oddzielana od boskiej dobroci. Jako prawdziwie wszechmocny i dobry byt, Bóg mógł stworzyć istoty cechujące się prawdziwą wolnością względem Boga. Co więcej, Bóg uczyniłby to dobrowolnie, gdyż „największym dobrem ... jakie może być zrobione dla istoty, większym niż wszystko inne, co dla niej zrobić można, jest uczynić ją prawdziwie wolną”. „Obrona wolnej woli” Alvina Plantingi jest współczesnym rozwinięciem tego tematu, dodającym też, jak Bóg, wolna wola i zło są w myśli autora ze sobą spójne.